# 1. FC Union Berlin
Der 1. FC Union Berlin (offiziell 1. Fußballclub Union Berlin e. V.), kurz Union Berlin, ist ein Fußballverein aus Berlin-Köpenick. Er wurde 1966 gegründet und geht zurück auf den SC Union Oberschöneweide, der 1923 die Deutsche Vizemeisterschaft erreichte. Seit 1920 spielen der 1. FC Union Berlin bzw. dessen Vorgängervereine im Stadion An der Alten Försterei. 1990 wurde der Club vom Deutschen Fußball-Bund aufgenommen.
Mit 70.111 Mitgliedern (Stand: 30. Juni 2025) ist Union Berlin der größte Sportverein von Berlin und belegt unter den mitgliederstärksten Sportvereinen Deutschlands Platz 12.
Zu den sportlichen Erfolgen des Clubs zählen der Gewinn des FDGB-Pokals 1968 sowie das Erreichen des DFB-Pokalendspiels 2001 und damit die Qualifikation für den UEFA-Pokal. In der Saison 2018/19 stieg das Profiteam der Herren erstmals in die 1. Bundesliga auf. In der Saison 2020/21 erreichte die Mannschaft die Qualifikation zur UEFA Europa Conference League. 2023 wurde Union Berlin Tabellenvierter in der Bundesliga und qualifizierte sich zum ersten Mal für die UEFA Champions League.
Der Verein betreibt ein modernes Nachwuchsleistungszentrum. Das sogenannte Trainingszentrum Oberspree wird von zahlreichen Juniorenmannschaften und Damenteams genutzt.
Der Schlachtruf der Fans lautet – ebenso wie der Titel der von Nina Hagen gesungenen Vereinshymne – Eisern Union.

## Geschichte

### 1906 bis 1966: Die Vorgängervereine

#### 1906–1920: Gründung und Umzüge

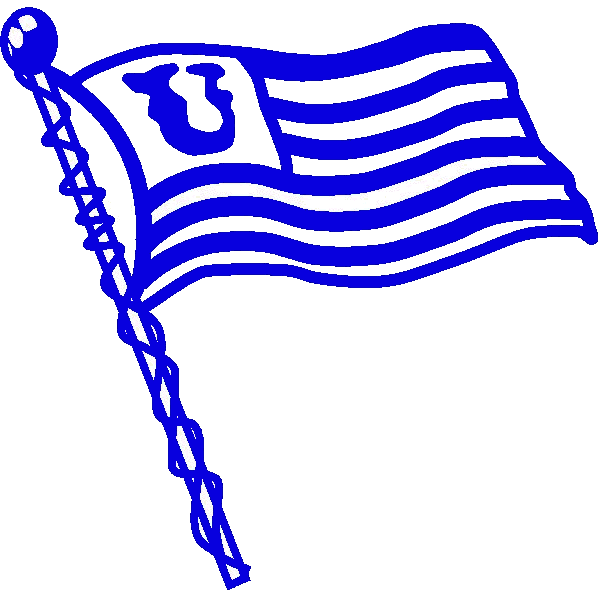
Wappen von
Union 92 Berlin
1907–1909

Der erste Vorgängerverein des heutigen 1. FC Union Berlin wurde am 17. Juni 1906 als FC Olympia Oberschöneweide durch einen Zusammenschluss dreier ortsansässiger Vereine (Frisch Auf, Preußen und Vorwärts) im damaligen Berliner Vorort Oberschöneweide gegründet. Da die Mannschaft zunächst fast nur aus Schülern bestand, schloss sie sich einen Monat später als Jugendmannschaft dem BTuFC Helgoland 1897 an. Aufgrund des sportlichen Misserfolgs von Helgoland 97 entschieden sich die Oberschöneweider aber ein halbes Jahr später erneut zu einem Wechsel und banden sich an den Deutschen Meister von 1905 – den BTuFC Union 1892. Dort spielte das Team zwei Jahre lang als vierte Mannschaft und konnte in der Saison 1907/08 mit dem Gewinn der Meisterschaft in der untersten Klasse des Verbands Berliner Ballspielvereine (VBB; der damals führende Fußballverband in Berlin und Brandenburg) erste Erfolge erzielen. Im Februar 1909 löste sich die Mannschaft vom BTuFC, um auf eigenen Beinen stehen zu können. Aus freundschaftlicher Verbundenheit übernahmen die Spieler sowohl den Namen, der Verein hieß fortan Union Oberschöneweide (später folgte noch das Präfix ‚SC‘), als auch die Vereinsfarben Blau-Weiß von Union 92.
In der Saison 1909/10 traten die Oberschöneweider erstmals als eigenständiger Verein im VBB an und spielten von 1914 an – nach drei Aufstiegen in fünf Jahren – in der höchsten Klasse Berlin und Brandenburg. In der neuen Verbandsliga des Verbandes Brandenburgischer Ballspielvereine wurde Union 1917 Vizemeister. Ein regelmäßiger Spielbetrieb war nur eingeschränkt möglich. Rund 60 Prozent der damaligen Vereinsmitglieder wurden zum Militärdienst im Ersten Weltkrieg einberufen und nur jeder Fünfte kehrte aus dem Krieg zurück.
Fast zehn Jahre spielten und trainierten die Unioner auf einem Sportplatz in der Oberschöneweider Wattstraße, bis sie 1920 in die Sportanlage Sadowa – das heutige Stadion An der Alten Försterei – in der Wuhlheide umzogen. Zur offiziellen Eröffnungsfeier am 7. August 1920 kam der amtierende Deutsche Meister 1. FC Nürnberg.

#### 1920–1945: Vizemeisterschaft und Abstieg

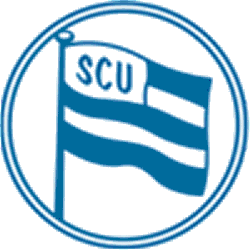
Wappen des
SC Union Oberschöneweide
1909–1945

Im Jahr 1920 wurde Union zum ersten Mal Berliner Meister und durfte an der Endrunde zur deutschen Meisterschaft teilnehmen. Dort unterlag man im Viertelfinale den Vereinigten Breslauer Sportfreunden mit 2:3. Drei Jahre später wurde der Verein erneut Berliner Meister und erreichte nach Siegen über Arminia Bielefeld und die SpVgg Fürth (in den 1920er Jahren eine der stärksten Mannschaften des Deutschen Reichs) das Endspiel um die Meisterschaft. Dieses ging im Berliner Grunewaldstadion vor 64.000 Zuschauern (ein Rekord für dieses Stadion) mit 0:3 gegen den Hamburger SV verloren.

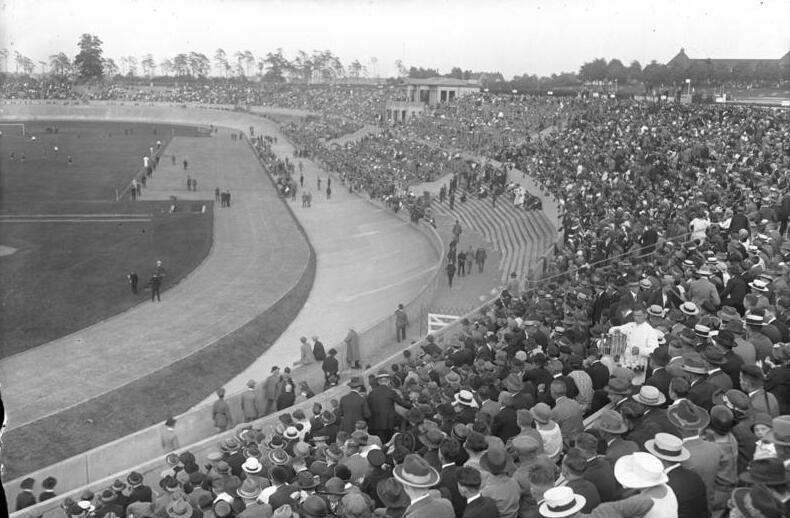
Deutsches Stadion in Berlin: hier wurde der SC Union Oberschöneweide 1923 Deutscher Vizemeister

Danach konnte „Union-Ob.“ – wie der Verein von seinen Anhängern genannt wurde – zwar noch 1925 die Vizemeisterschaft in Berlin und die Teilnahme am Endspiel um den Berliner Pokal 1926 als weitere Erfolge erreichen, hielt sich jedoch aufgrund der Konkurrenz durch finanziell besser aufgestellte Vereine wie Hertha BSC oder Tennis Borussia Berlin nicht in der Spitzengruppe. Wichtige Spieler wie z. B. Otto Martwig oder Karl Schulz verließen den Verein und Union rutschte ins Mittelfeld der Tabelle. Aus dieser Zeit resultiert der noch heute bekannte Anfeuerungsruf der Union-Fans „Eisern Union“. Erstmals soll diese Anfeuerung in einem Spiel gegen Hertha BSC erklungen sein, als ein Unentschieden gegen den überlegenen Gegner noch zugunsten der Hertha zu kippen drohte. Der Ursprung dieses Ausrufs geht auch auf die Bezeichnung „Schlosserjungs“ zurück, denn so wurden die Spieler aufgrund ihrer blauen Spielkleidung und ihrer überwiegenden Herkunft aus der Arbeiterklasse genannt.
Mit der Übertragung der Regierungsgewalt in Deutschland auf die NSDAP  im Jahr 1933 wurde der Liga- und Spielbetrieb im deutschen Fußball stark verändert. Unter anderem wurden aus den über 30 regional höchsten Ligen mit rund 600 Vereinen 16 Gauligen mit einer Stärke von 160 Mannschaften, so dass in den jeweiligen Gauligen eine Leistungskonzentration stattfand. In der neu entstandenen Gauliga Berlin-Brandenburg fand Unions allmählicher sportlicher Niedergang seine Fortsetzung und in der Saison 1934/35 stiegen die „Schlosserjungs“ ab. Im Jahr darauf gelang der Wiederaufstieg, aber bis 1939 blieb Union Mittelmaß.
Mit dem Anfang des Zweiten Weltkrieges wurde Fußball zur Nebensache und der Spielbetrieb sowie die Vereine waren durch die politische Situation stark beeinträchtigt. Viele Spieler mussten an die Front und kehrten teils nicht mehr heim. Union erreichte als Berliner Meister 1940 nochmals die Endrunde um die deutsche Meisterschaft, schied aber in der Zwischenrunde gegen die Spitzenmannschaft Rapid Wien aus. Zwei Jahre später stieg man erneut ab und erst 1944 kehrte man in die erste Liga zurück. Die folgende Saison wurde aufgrund des Vorrückens der Alliierten nicht mehr beendet.

#### 1945–1950: Nachkriegszeit und Spaltung

Wappen der
SG Oberschöneweide 1945–1948

Alle Sportvereine wurden von den Besatzungsmächten nach Kriegsende vorübergehend verboten, damit sie keinesfalls wieder als „Pflanzstätten soldatischer Tugend“ missbraucht werden konnten. In allen Sektoren der Stadt Berlin war überdies auch die Gründung neuer Vereine nicht zugelassen, stattdessen wurde der Kommunalsport eingeführt (bis 1948), was unter anderem bedeutete, dass bis dahin nicht die alten Namen verwendet werden konnten. So entstanden in Berlin zahlreiche kommunale Sportgruppen (SG) wie der De-facto-Nachfolger Unions die SG Oberschöneweide.

Wappen der
SG Union Oberschöneweide
1948–1951

Die Oberschöneweider schafften zunächst nicht den sportlichen Anschluss und verpassten 1946 die Qualifikation für die neu geschaffene eingleisige Berliner Stadtliga. In der Saison 1946/47 konnte die Mannschaft den Aufstieg in die Stadtliga feiern und darüber hinaus überraschend den Berliner Pokal gewinnen, wobei man im Laufe des Turniers mehrere Erstligisten aus dem Rennen warf. In der Folgesaison hielt der Aufwärtstrend der Mannschaft an und die Berliner Meisterschaft wurde gewonnen sowie der Berliner Pokal verteidigt. In der anschließenden Endrunde erwies sich der FC St. Pauli im Viertelfinale als zu stark; vor 70.000 Zuschauern im Berliner Olympiastadion unterlag man 0:7.
Von 1948 an durften die Berliner Vereine wieder ihre alten Vereinsbezeichnungen annehmen. Da die sowjetische Besatzungsmacht aber die bürgerlichen Wurzeln der ehemaligen Vereine auflösen wollte, blieb Union Oberschöneweide „politisch korrekt“ eine Sportgemeinschaft (SG Union Oberschöneweide).
Kurz darauf begann die bis dahin schwerste Krise des Vereins. Der Deutsche Sportausschuß (DS) als Sportdachverband der Sowjetischen Besatzungszone akzeptierte die geplante Einführung des Vertragsspielerstatuts vom 1949 neugegründeten West-Berliner Fußballverband für die Stadtliga nicht und zog die Ost-Berliner zur Folgesaison aus der Stadtliga ab. Die Oberschöneweider spielten daraufhin aus Protest die restlichen Saisonheimspiele im Moabiter Poststadion. Zwar qualifizierte sich die vom ehemaligen Hertha-Spieler Johannes Sobek trainierte Mannschaft als Tabellenzweiter für die Endrunde um die deutsche Meisterschaft, jedoch wurde ihr von der politischen Führung die Reise nach Kiel zum Spiel gegen den Hamburger SV verboten. Daraufhin siedelte fast das komplette Team (darunter Leistungsträger wie Paul Salisch oder Heinz Rogge) endgültig nach West-Berlin über und trat danach auch gegen den HSV an. Etwa zwei Wochen später gründeten die Spieler den SC Union 06 Berlin im Westteil Berlins neu.

#### 1950–1965: Absturz und Namenswechsel

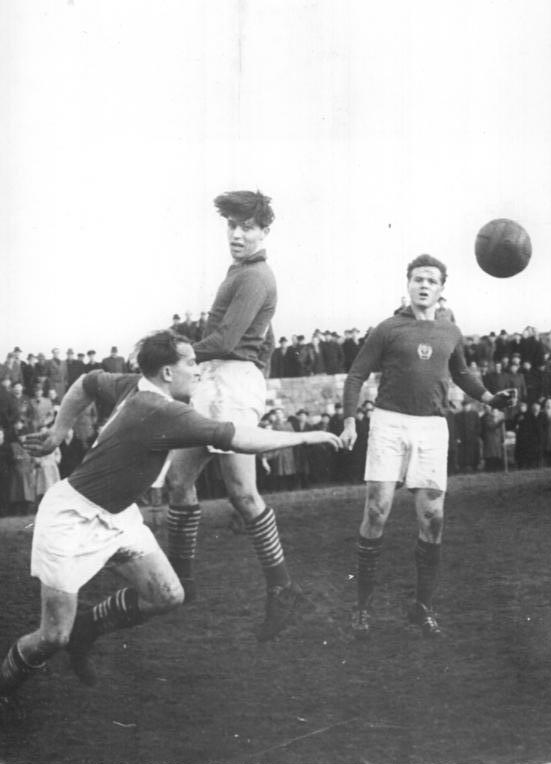
Spielszene
Motor Berlin gegen
Chemie Grünau-Schmöckwitz (1957)

Die in der DDR verbliebenen Mitglieder waren durch den Verlust der nahezu kompletten ersten Mannschaft stark geschwächt. Zuerst nur der neuen zweithöchsten Liga, dann doch der DDR-Oberliga zugeordnet, wurde 1950/51 der Klassenerhalt knapp verpasst. Dass Union nachträglich dennoch in der Oberliga bleiben konnte, verdankte das Team nicht der eigenen sportlichen Stärke, sondern vielmehr der Entscheidung des DS, dass in der Oberliga zwei Ost-Berliner Mannschaften verbleiben mussten.
Diese Entscheidung bedeutete jedoch, dass beide Mannschaften in die Betriebssportgemeinschaften (BSG) von Trägerbetrieben eingegliedert wurden, um so die vom DS begonnene Umstrukturierung „auf Produktionsbasis“ zu gewährleisten. Union wurde in die BSG des VEB Transformatorenwerk Karl Liebknecht (kurz TRO) eingegliedert und hieß nun BSG Motor Oberschöneweide. Auch die traditionellen Farben wurden geändert und aus dem Blau-Weiß des Vorgängers (und des „Brudervereins“ im Westen) wurde das heute charakteristische Rot-Weiß. Ein paar wenige versuchten noch, den alten Verein mit dem Namen Union Oberschöneweide weiterzuführen, hatten dabei aber wenig Erfolg, denn nach nur zwei Jahren stieg die Mannschaft weiter in die Berliner Amateurklassen ab und löste sich 1972 schließlich auf (für den bis heute bestehenden Verein siehe SG Union Oberschöneweide 1910).
Die sportliche Situation der Mannschaft besserte sich aber auch als Motor Oberschöneweide nicht und in der Saison 1952/53 stieg der Verein in die zweitklassige DDR-Liga ab. Zwei Jahre später folgte der Abstieg in die II. DDR-Liga. Kurz zuvor war die Mannschaft als Fußballabteilung in den SC Motor Berlin integriert worden. 1957 wurde Motor Berlin mit den verschiedenen BSGen anderer Trägerbetriebe zum TSC Oberschöneweide zusammengefasst. Dieser fusionierte 1963 mit dem SC Rotation Berlin sowie dem SC Einheit Berlin zum TSC Berlin. Die Gründe für die häufigen Namens- und Strukturwechsel waren vor allem sportpolitischer Natur. So entstand der TSC Berlin durch einen Beschluss der Bezirksleitung der Sozialistischen Einheitspartei Deutschlands (SED) als ziviles Gegenstück gegenüber den Sportclubs (SC) der Volkspolizei (Sportvereinigung Dynamo) und der Nationalen Volksarmee (Armeesportvereinigung Vorwärts).

1955–1957
1957–1963
1963–1966

Zum Leidwesen der Ost-Berliner Union führten derartige Umwandlungen zu einem Identitätsverlust bei den Fans, sodass bis zum Bau der Berliner Mauer 1961 noch viele Anhänger zur West-Berliner Union ins Poststadion pilgerten und dem Verein in Köpenick weniger Beachtung schenkten. Die fehlende Fan-Unterstützung, den personellen Verlust aus der Flucht und die Delegierung hoffnungsvoller Talente zu den damaligen Ost-Berliner Spitzenmannschaften ASK Vorwärts Berlin (z. B. Günther Wirth im Jahr 1955, Horst Assmy im Jahr 1954 und Lothar Meyer im Jahr 1955) und SC Dynamo Berlin (Konrad Dorner im Jahr 1958) konnte die Mannschaft nicht kompensieren und spielte bis 1962 in der dritten Liga (zum Vergleich: Union 06 spielte im Westen noch bis 1957 in der Spitzengruppe der Berliner Meisterschaft mit). 1962 verpflichtete die Mannschaft zudem Angreifer Ralf Quest vom SC Dynamo Berlin.
Erst danach besserten sich mit dem Aufstieg zurück in die DDR-Liga für das Team die Zeiten. In den folgenden Jahren wurde allerdings der Aufstieg in die Oberliga verpasst. In der Saison 1963/64 reichte sogar ein 15:1-Sieg am letzten Spieltag gegen den SC Frankfurt nicht aus, um den SC Neubrandenburg noch zu überholen. Erst mit dem Engagement von Werner Schwenzfeier sollte die Mannschaft wenig später wieder große Erfolge feiern.

### Seit 1966: Der 1. FC Union Berlin

#### 1966–1971: Neugründung und Pokalsieg
| Saison                                           | Liga (Ebene)       | Platz (von) |
| ------------------------------------------------ | ------------------ | ----------- |
| 1965/66                                          | DDR-Liga Nord (II) | 01. (16)    |
| 1966/67                                          | DDR-Oberliga (I)   | 06. (14)    |
| 1967/68                                          | DDR-Oberliga (I)   | 08. (14)    |
| 1968/69                                          | DDR-Oberliga (I)   | 14. (14)    |
| 1969/70                                          | DDR-Liga Nord (II) | 01. (16)    |
| 1970/71                                          | DDR-Oberliga (I)   | 05. (14)    |
| Grün unterlegt: Aufstieg, Rot unterlegt: Abstieg |                    |             |

In der Saison 1965/66 war der Wiederaufstieg in die Oberliga gelungen. Diesem sportlichen Ereignis voraus gingen allerdings  gravierende sportpolitische Veränderungen für den Verein. In einer Neuordnung des DDR-Fußballs sollten Leistungszentren in Form von Fußballclubs gebildet werden. Überraschenderweise wurde dabei auch das zweitklassige Team aus Oberschöneweide berücksichtigt, obwohl in Ost-Berlin beim BFC Dynamo (Nachfolger des SC Dynamo) und beim FC Vorwärts Berlin (Nachfolger des ASK Vorwärts) bereits zwei Leistungszentren entstanden waren. 
Dass das Team aus Köpenick trotzdem Berücksichtigung fand, war dem Vorsitzenden des Bundesverbands des Freien Deutschen Gewerkschaftsbundes (FDGB) und SED-Politbüromitglied, Herbert Warnke, zu verdanken. Dieser forderte, für die Berliner Werktätigen einen zivilen Fußballclub einzurichten, und hatte damit Erfolg. Am 20. Januar 1966 wurde der Verein als „1. FC Union Berlin“ neu gegründet. Die Gründung des Clubs wurde vom 1. Sekretär der SED-Kreisleitung in Köpenick Hans Modrow organisiert. 1. Sekretär der SED-Bezirksleitung von Berlin und SED-Politbüromitglied Paul Verner hielt bei der Gründungsversammlung eine Festansprache.

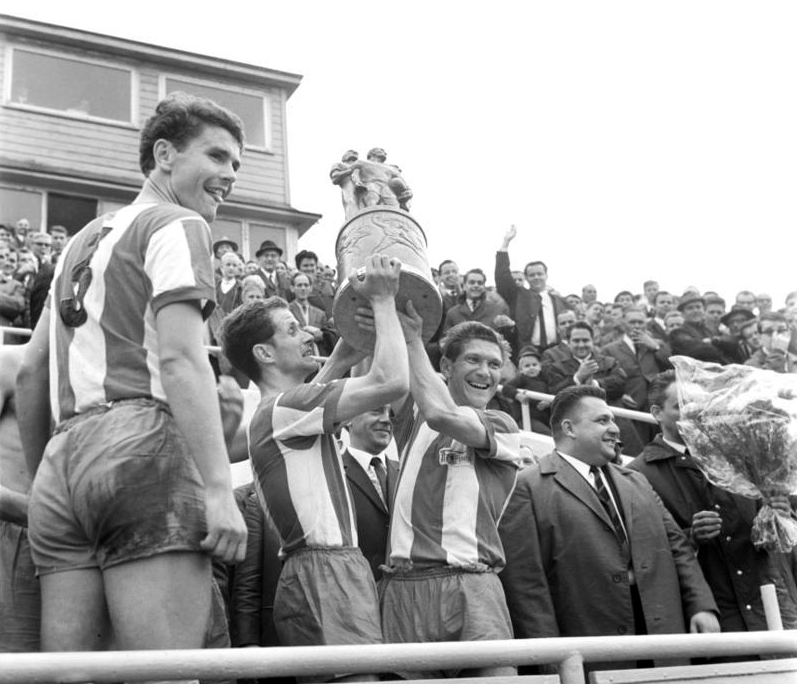
Union Berlin
feiert den FDGB-Pokalgewinn (1968)

Union wurde in der erste Oberligasaison überraschend Sechster. Damit lag man – wie auch bei den inzwischen wieder gestiegenen Zuschauerzahlen – vor den anderen beiden Ost-Berliner Vereinen. Zudem konnten die Zuschauer in der Saisonvorbereitung 1967 auch internationale Gastmannschaften in Ost-Berlin erleben, denn der 1. FC Union trat im Intertoto-Cup 1967 an.
Ein Jahr später gelang den Unionern mit dem Gewinn des FDGB-Pokals der größte Erfolg ihrer DDR-Geschichte. Im Endspiel konnte der amtierende DDR-Meister FC Carl Zeiss Jena besiegt werden, weshalb das siegreiche Team um Spieler wie „Jimmy“ Hoge, „Ate“ Wruck oder „Mäcki“ Lauck bei den Fans Heldenstatus bekam.
Wegen der Ereignisse des Prager Frühlings wurden die Unioner in der folgenden Saison jedoch um ihre Qualifikation für den Europapokal der Pokalsieger gebracht, da der DFV aus Protest gegen die Neuauslosung aller Europapokalpartien mit Trennung von Ostblock- und Westblock-Staaten seine Mannschaften zurückzog. Stattdessen schaffte der 1. FC Union den Klassenerhalt nicht und stieg in die Liga ab. Doch das Team fing sich wieder, schaffte den sofortigen Wiederaufstieg und erreichte mit dem fünften Rang in der Saison 1970/71 schließlich die beste Oberliga-Platzierung aller Zeiten.
Frauenfußball
In den Jahren 1969 bis 1971 gab es eine Frauenfußballmannschaft beim 1. FC Union.

#### 1971–1980: Relegationskomplex
| Saison                                           | Liga (Ebene)     | Platz (von) |
| ------------------------------------------------ | ---------------- | ----------- |
| 1971/72                                          | DDR-Oberliga (I) | 11. (14)    |
| 1972/73                                          | DDR-Oberliga (I) | 13. (14)    |
| 1973/74                                          | DDR-Liga B (II)  | 01. (12)    |
| 1974/75                                          | DDR-Liga B (II)  | 01. (12)    |
| 1975/76                                          | DDR-Liga B (II)  | 01. (12)    |
| 1976/77                                          | DDR-Oberliga (I) | 11. (14)    |
| 1977/78                                          | DDR-Oberliga (I) | 08. (14)    |
| 1978/79                                          | DDR-Oberliga (I) | 10. (14)    |
| 1979/80                                          | DDR-Oberliga (I) | 14. (14)    |
| Grün unterlegt: Aufstieg, Rot unterlegt: Abstieg |                  |             |

Seit dem Jahr 1971 gab es in Ost-Berlin mit dem 1. FC Union Berlin und dem BFC Dynamo nur noch zwei große Fußballvereine. Der FC Vorwärts Berlin wurde nach Frankfurt (Oder) umgesiedelt, was zur Folge hatte, dass die den Fußballclubs zur Verfügung stehenden Bezirke und deren angeschlossene Trainingszentren in Berlin und Brandenburg noch einmal neu aufgeteilt wurden. Aus diesen Trainingszentren rekrutierten die Vereine, die 1966 als Leistungszentren ausgesucht worden waren, ihre Nachwuchsspieler und die Neuaufteilung lief nicht zufriedenstellend für die Verantwortlichen Unions. War Ost-Berlin vorher gedrittelt, ging das freiwerdende Drittel nun an den BFC Dynamo. Da auch die Bezirke in Brandenburg neu aufgeteilt wurden und Union hier den Bezirk Potsdam an Vorwärts abgeben musste, verfügte der Verein nun nur noch über sechs Trainingszentren (zum Vergleich: Der BFC besaß 38).

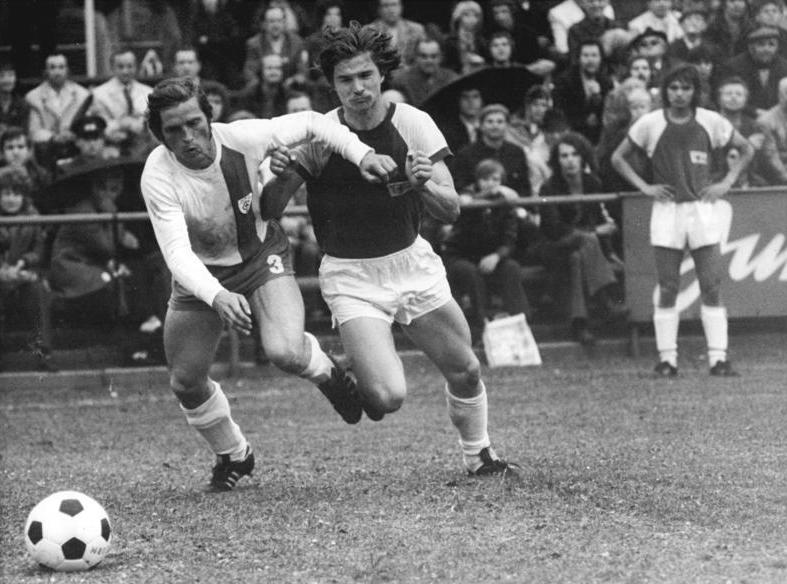
Union verliert das Relegation-Heimspiel gegen den HFC Chemie mit 1:2 (1974)

Nicht zuletzt wegen dieser Schwächung stieg Union erneut aus der Oberliga ab und verlor darüber hinaus in Reinhard Lauck einen großen Publikumsliebling. Seit 1973 trat der 1. FC Union in der neu strukturierten DDR-Liga an, die nun nicht mehr über zwei, sondern fünf Staffeln verfügte, aus denen die zwei Aufsteiger durch eine Relegationsrunde ermittelt wurden. Für den Verein wurde dieser Modus zum „Relegationskomplex“, da die Mannschaft zweimal nacheinander als Staffelsieger in der Aufstiegsrunde scheiterte.
Das Jahr 1976 brachte für Union nicht nur den Aufstieg, sondern auch mit Heinz Werner einen neuen Trainer in die Wuhlheide. Zu Beginn der Saison 1976/77 konnte das Team gleich auf Anhieb für eine Überraschung sorgen und am ersten Spieltag vor 45.000 Zuschauern im Stadion der Weltjugend den BFC Dynamo mit 1:0 schlagen. Auch das Rückspiel gewann Union mit 1:0. Union konnte die Klasse halten, und vor allem die beiden Siege gegen den bei vielen Fußballanhängern in der DDR als „Stasiverein“ verhassten BFC Dynamo bescherten Union ein Image als Kultverein und Publikumsmagneten in den 1970er Jahren. So hatte der FCU in der folgenden Saison mit durchschnittlich 17.308 Zuschauern pro Heimspiel den zweitgrößten Zuschauerschnitt hinter Dynamo Dresden. Sportlich kämpfte der Verein zwar jedes Jahr gegen den Abstieg, aber durch das Image des „Underdogs“ und die Missbilligung durch die DDR-Führung war der Verein ein Sammelbecken für viele, die ihrem Unmut gegen das System Luft machen wollten. 
In der Saison 1979/80 stieg man in die DDR-Liga ab. Auch in den Derbys gegen den BFC Dynamo konnte die Mannschaft keine weiteren Erfolge verzeichnen und teilweise wurde die Mannschaft mit Ergebnissen wie 0:6 oder 0:5 regelrecht auseinandergenommen. 

#### 1980–1989: Fahrstuhlmannschaft
| Saison                                           | Liga (Ebene)     | Platz (von) |
| ------------------------------------------------ | ---------------- | ----------- |
| 1980/81                                          | DDR-Liga B (II)  | 01. (12)    |
| 1981/82                                          | DDR-Liga B (II)  | 01. (12)    |
| 1982/83                                          | DDR-Oberliga (I) | 12. (14)    |
| 1983/84                                          | DDR-Oberliga (I) | 13. (14)    |
| 1984/85                                          | DDR-Liga A (II)  | 01. (18)    |
| 1985/86                                          | DDR-Oberliga (I) | 07. (14)    |
| 1986/87                                          | DDR-Oberliga (I) | 11. (14)    |
| 1987/88                                          | DDR-Oberliga (I) | 11. (14)    |
| 1988/89                                          | DDR-Oberliga (I) | 14. (14)    |
| Grün unterlegt: Aufstieg, Rot unterlegt: Abstieg |                  |             |

1980 scheiterte Union zum dritten Mal in der Relegation; erst 1981/82 stand der Wiederaufstieg fest. Trotzdem wurde Trainer Heinz Werner nach dieser Saison von Harry Nippert abgelöst. Die Demission des beliebten Trainers war bei den Fans sehr umstritten, da Nippert zuvor u. a. auch beim BFC Dynamo tätig war und zeitgleich mit Norbert Woick als Präsident ein weiteres ehemaliges BFC-Mitglied in einer leitenden Position tätig wurde. Für viele Union-Fans wirkten diese Personalien wie der Versuch, den Verein „von oben“ zu kontrollieren. Sowohl Nippert als auch Woick hielt es allerdings nur ein Jahr bei Union.

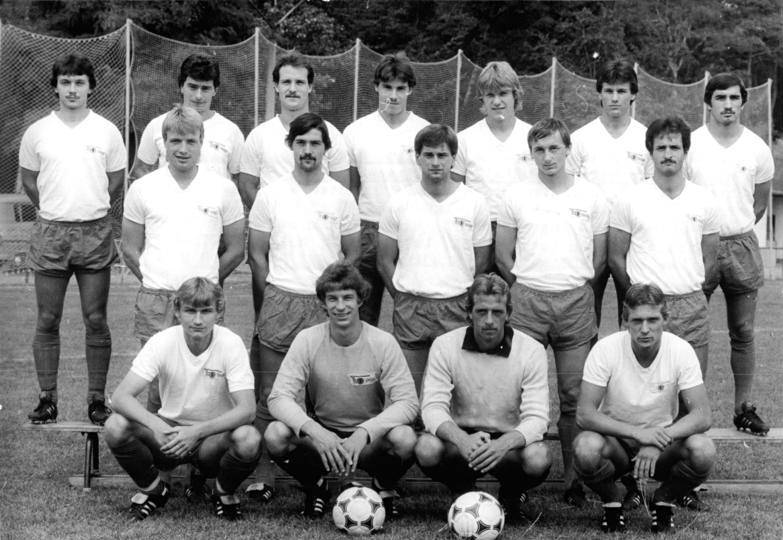
Mannschaftsfoto, Saison 1983/84

In der folgenden Saison stieg der Verein erneut in die Zweitklassigkeit ab. Dabei kam es zwischen Union und der BSG Chemie Leipzig zu einem „Abstiegsfinale“: Union hatte am letzten Spieltag der Saison den direkten Abstiegskonkurrenten Chemie mit 2:0 besiegt und belegte zusammen mit den Leipzigern punkt- und torgleich den letzten Nichtabstiegsplatz. Deswegen mussten zwei Entscheidungsspiele über den Klassenerhalt entscheiden. Nach einem 1:1 in Berlin und einem 1:2 in Leipzig stiegen die Berliner ab.
Nach dem sofortigen Wiederaufstieg spielte Union 1985/86 sehr erfolgreich und wurde Siebter. Ralf Sträßer wurde mit 14 Treffern Torschützenkönig der Oberliga. Die größte Überraschung gelang aber im FDGB-Pokal, wo Union unerwartet das Finale erreichte und auf dem Weg dorthin Gegner wie den 1. FC Magdeburg und Dynamo Dresden besiegte. Im Finale war der 1. FC Lokomotive Leipzig allerdings stärker und die Unioner unterlagen mit 1:5.
Ein Höhepunkt für die Fans war der Intertoto-Cup in der Sommerpause 1986, in dem sich die Berliner auch mit westeuropäischen Gegnern messen konnten. Nach Spielen gegen Bayer 05 Uerdingen, Lausanne Sport und Standard Lüttich gewann das Team aus Berlin seine Intertoto-Gruppe.
In der Saison 1988/89 stieg die Mannschaft zum sechsten und letzten Mal aus der DDR-Oberliga ab, doch kurz darauf wurde Fußball durch den Fall der Berliner Mauer am 9. November 1989 in der DDR zur Nebensache.

#### 1989–1998: DFB-Mitgliedschaft und Lizenzentzug
| Saison                                  | Liga (Ebene)                 | Platz (von) |
| --------------------------------------- | ---------------------------- | ----------- |
| 1989/90                                 | DDR-Liga A (II)              | 02. (18)    |
| 1990/91                                 | NOFV-Liga A (II)             | 01. (16)    |
| Ende des DDR-Fußballs 1991              |                              |             |
| 1991/92                                 | Oberliga Nordost Mitte (III) | 01. (20)    |
| 1992/93                                 | Oberliga Nordost Mitte (III) | 01. (17)    |
| 1993/94                                 | Oberliga Nordost Mitte (III) | 001. (16)*  |
| 1994/95                                 | Regionalliga Nordost (III)   | 03. (18)    |
| 1995/96                                 | Regionalliga Nordost (III)   | 02. (18)    |
| 1996/97                                 | Regionalliga Nordost (III)   | 05. (18)    |
| 1997/98                                 | Regionalliga Nordost (III)   | 06. (18)    |
| Grün unterlegt: Aufstieg * Lizenzentzug |                              |             |

Die politische Wendezeit begann für Union Berlin 1990 mit einem Freundschaftsspiel vor 51.270 Zuschauern im Olympiastadion zunächst verheißungsvoll, denn beim ersten Duell der beiden Traditionsvereine seit 28 Jahren feierten Blau-Weiß (Hertha) und Rot-Weiß (Union) gemeinsam sich selbst und machten aus der Veranstaltung ein großes Fest auf den Rängen. Union wurde in der noch bestehenden DDR-Liga nur Zweiter.
1990 wurden alle ehemaligen DDR-Vereine in den Deutschen Fußball-Bund (DFB) aufgenommen. Der DFB billigte den ostdeutschen Klubs in seinen beiden Profiligen nur acht Plätze – zwei in der Bundesliga und sechs in der Zweiten Liga – zu, was vor allem an dem mangelnden Vertrauen in die Wirtschaftlichkeit der Ost-Klubs lag. Für die Verteilung von zwei Zweitligaplätzen wurde eine Qualifikationsrunde mit Teilnehmern aus der DDR-Oberliga und -Liga gebildet. Der 1. FC Union konnte sich in der Saison 1990/91 durch einen ersten Platz in der Liga dafür qualifizieren, scheiterte aber in seiner Relegationsgruppe und trat in der Folgesaison in der NOFV-Oberliga (damals noch die dritte Liga) an. In dieser Phase verabschiedeten sich viele Spieler in den Westen und auch die Zuschauerzahlen brachen rapide ein.
1992 wurde der Aufstieg wieder in der Relegation verpasst. Zu Beginn der Folgesaison nahm Frank Pagelsdorf auf der Unioner Trainerbank Platz. Am Ende der Saison wähnten sich alle Köpenicker am Ziel, als im alles entscheidenden Relegationsspiel der 1. FC Union Berlin mit einem 1:0-Heimsieg gegen den Bischofswerdaer FV 08 vor über 15.000 Zuschauern den sportlichen Aufstieg schaffte. Erst später stellte sich heraus, dass eine Bankbürgschaft gefälscht worden war, um so die Lizenzauflagen des DFB zu erfüllen, woraufhin der DFB die Lizenz für die Zweite Liga verweigerte.
Auch in der Saison 1993/94 wurde dem 1. FC Union Berlin zu Saisonende die Lizenz für die Zweite Liga durch den DFB aufgrund mangelnder Wirtschaftlichkeit verweigert, da der Schuldenberg rund 2,5 Millionen DM betrug. Nur ein schwacher Trost war der Gewinn des inzwischen Paul-Rusch-Pokal genannten Berliner Landespokals zum ersten Mal nach 46 Jahren sowie die Teilnahme an der deutschen Fußballamateurmeisterschaft. Der 1. FC Union Berlin blieb in der dritten Liga und musste viele gute und somit teure Spieler verkaufen (Martin Pieckenhagen an Tennis Borussia sowie später Marko Rehmer und Sergej Barbarez an Hansa Rostock).

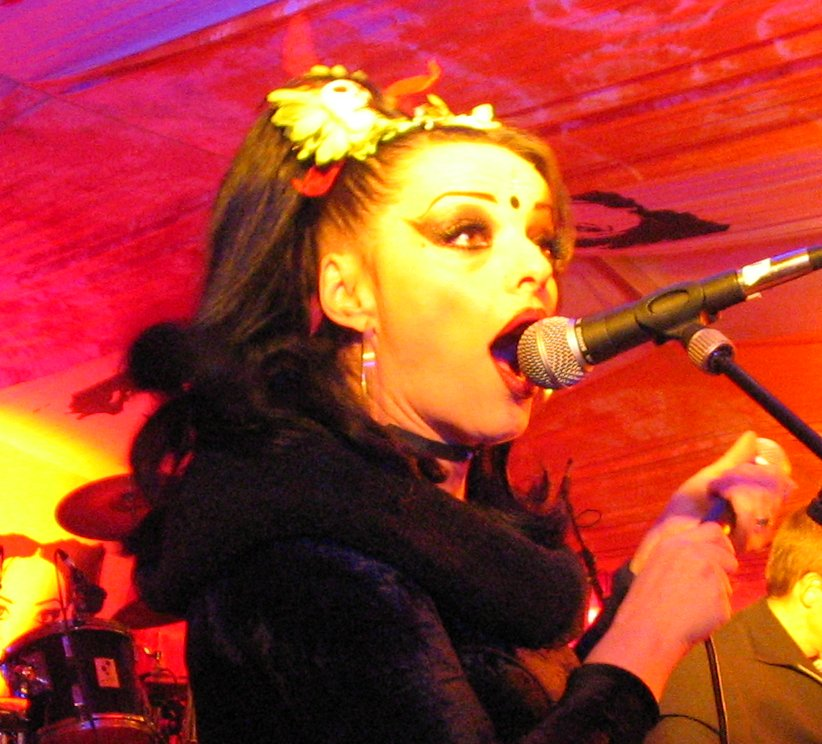
Nina Hagen (hier 2003) sang 1998 die Hymne Eisern Union ein

Die nächsten Jahre waren für die Unioner ein wirtschaftlicher Überlebenskampf. Sportlich war das Team zwar im oberen Tabellendrittel der Regionalliga Nordost (die neue dritte Liga) festgesetzt, doch nebenher stiegen die Schulden auch aufgrund der „Altlasten“ durch teure Spielerverträge immer weiter. In der Saison 1994/95 wurde dem Verein zum dritten Mal in Folge die Lizenz für die Profiligen verweigert. Trotzdem handelten das Präsidium sowie das Management des Vereins weiterhin zum Teil hoch dotierte Verträge mit Spielern und Trainern aus. Bezeichnend für die Leistung des Managements war die Saison 1995/96, in welcher Union dreimal den Trainer wechselte. Trainer Hans Meyer wurde wegen Streitigkeiten mit der Führungsebene entlassen, als die Mannschaft nach acht Siegen und zwei Unentschieden auf Tabellenplatz zwei stand.
1997 schien der Verein endgültig zu Grunde gewirtschaftet zu sein und in der Presse stand zu lesen, dass der Konkurs schon unabwendbar sei. Rund 3000 Fans des FCU organisierten sich und marschierten bei einer großen Rettet-Union-Demonstration  durch das Brandenburger Tor – erfolgreich, denn der Sportartikelhersteller Nike schloss einen Sponsorenvertrag über fünf Jahre mit Union ab und so wurde die Pleite vorerst noch abgewendet.
Der Abwärtstrend ging zunächst weiter und Spieler sowie Trainer verließen Union, weil sie entweder unpünktlichen Gehaltszahlungen ausgesetzt waren oder keine sportliche Zukunft mehr sahen. Das Präsidium war aufgrund der Schulden zerstritten. Nur die Mannschaft spielte in der Regionalliga oben mit und die Fans versuchten weiterhin, ihren Verein zu retten, indem sie in der Öffentlichkeit sammeln gingen (mit der Aktion „Fünf Mark für Union“) oder das Spiel gegen TeBe im Mommsenstadion boykottierten, um die Kartenpreise dem Verein zu spenden. Erst 1998 nahte durch ein Darlehen im Umfang von 15 Millionen Mark durch Michael Kölmel und sein Unternehmen Sportwelt Beteiligungs GmbH die finanzielle Rettung, im Gegenzug erhielt Kölmel Marketingrechte und eine Beteiligung an den Fernsehrechten. Nina Hagen sang für den Verein eine neue Vereinshymne.

#### 1998–2008: „Profi- und Europapokalluft schnuppern“
| Saison                                           | Liga (Ebene)               | Platz (von) |
| ------------------------------------------------ | -------------------------- | ----------- |
| 1998/99                                          | Regionalliga Nordost (III) | 06. (18)    |
| 1999/2000                                        | Regionalliga Nordost (III) | 01. (18)    |
| 2000/01                                          | Regionalliga Nord (III)    | 01. (18)    |
| 2001/02                                          | 2. Bundesliga (II)         | 06. (18)    |
| 2002/03                                          | 2. Bundesliga (II)         | 09. (18)    |
| 2003/04                                          | 2. Bundesliga (II)         | 17. (18)    |
| 2004/05                                          | Regionalliga Nord (III)    | 19. (19)    |
| 2005/06                                          | Oberliga Nordost-Nord (IV) | 01. (16)    |
| 2006/07                                          | Regionalliga Nord (III)    | 12. (19)    |
| 2007/08                                          | Regionalliga Nord (III)    | 04. (19)    |
| Grün unterlegt: Aufstieg, Rot unterlegt: Abstieg |                            |             |

Der FCU verbrachte die Saison 1998/99 erstmals seit Jahren ohne große Existenzsorgen. In der Saison 1999/2000 ging es mit dem neuen Trainer Georgi Wassilew besser, denn der „General“ führte die Mannschaft zur Meisterschaft in der Regionalliga und damit in die Relegation um den Zweitligaaufstieg gegen den Meister der Regionalliga Nord. Aber die Mannschaft scheiterte gegen den VfL Osnabrück. In der folgenden Amateurmeisterschaft um den verbliebenen Aufstiegsplatz brauchten die Unioner im entscheidenden Spiel gegen LR Ahlen ein Unentschieden, um aufzusteigen, doch auch dieses verloren sie mit 1:2.
Trotz dieses Rückschlags sollte die folgende Saison 2000/01 eine der bis dato erfolgreichsten der Vereinsgeschichte werden. In der neugegliederten Regionalliga Nord erreichte man souverän den ersten Rang und stieg zum ersten Mal in die 2. Bundesliga auf. Parallel dazu sorgte das Team im DFB-Pokal für Furore, als nach einem 6:4-Sieg nach Elfmeterschießen im Halbfinale über Borussia Mönchengladbach das DFB-Pokalfinale 2001 erreicht wurde. Erst dort unterlag man dem Bundesliga-Zweiten FC Schalke 04 mit 0:2.
Da der FC Schalke 04 aber als Vize-Meister für die Champions League startberechtigt war, durfte Union in der Folgesaison erstmals im Europapokal spielen und qualifizierte sich als erster und bisher einziger deutscher Drittligist für den UEFA-Pokal. Dort erreichten die Spieler in der Saison 2001/02 durch ein 1:1 und einen 3:0-Sieg gegen den finnischen Vertreter Haka Valkeakoski die zweite Runde, wo die Mannschaft gegen die bulgarische Mannschaft Litex Lowetsch ausschied.

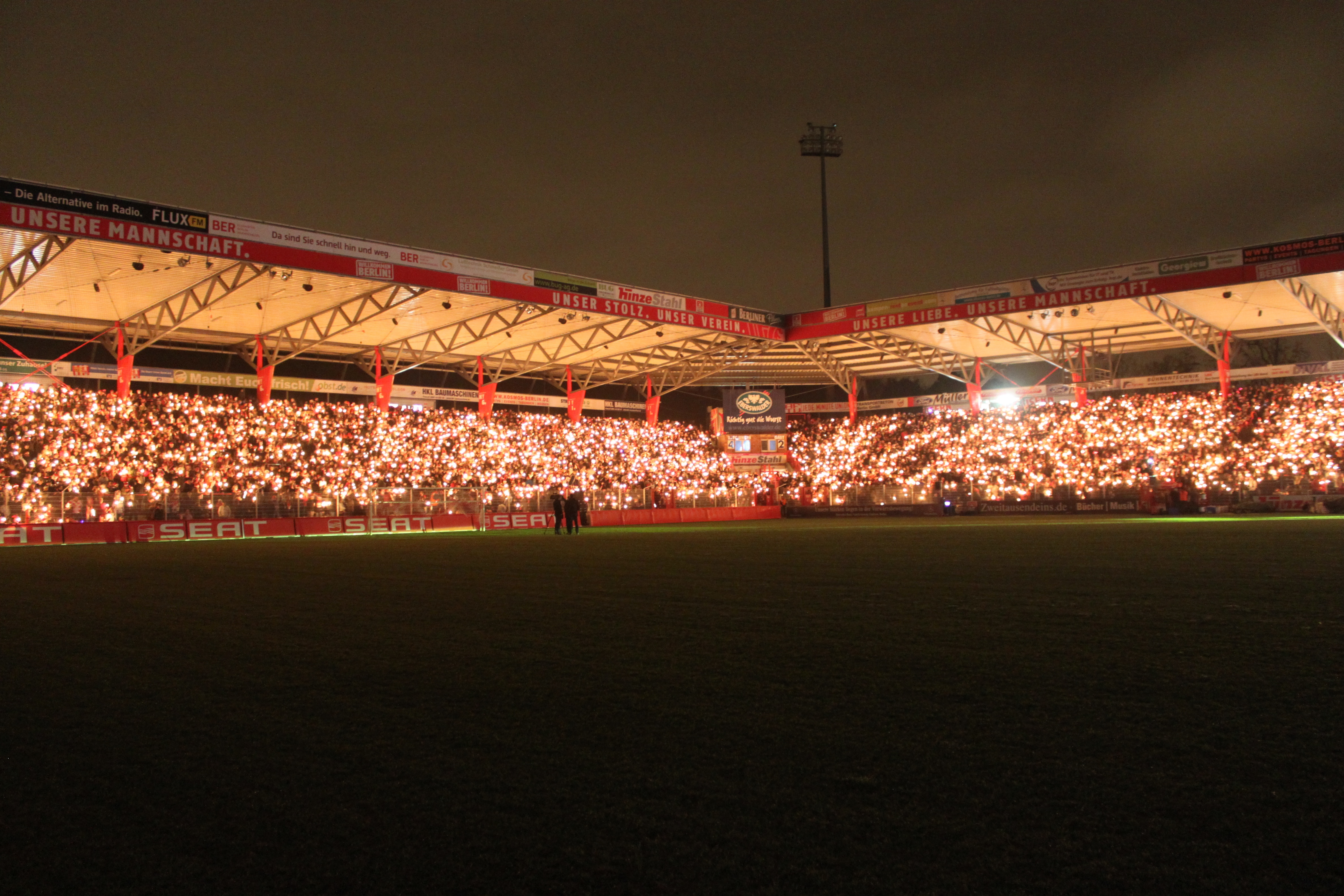
Seit 2003 findet im Stadion das jährliche Weihnachtssingen statt (Aufnahme aus dem Jahr 2011)

Der Verein spielte insgesamt drei Jahre in der Zweiten Bundesliga. Im ersten Jahr erreichte die Mannschaft einen überraschend guten sechsten Platz und verdarb unter anderem am letzten Spieltag durch einen 3:1-Heimsieg dem FSV Mainz dessen schon sicher geglaubten Aufstieg. Auch die Saison 2002/03 beendete der Verein auf einem einstelligen Tabellenplatz, jedoch hatte die Saison einen für viele Fans unrühmlichen Höhepunkt, als am 7. Oktober 2002 das Team mit 0:7 beim 1. FC Köln verlor, weshalb Wassilew eine Woche später seinen Hut als Trainer nehmen musste. Sein Nachfolger wurde Mirko Votava, doch auch er wurde in der Saison 2003/04 durch einen neuen Übungsleiter ersetzt, weil Union an das Tabellenende abgerutscht war. Neuer Coach wurde der bei Fortuna Düsseldorf berühmt gewordene Aleksandar Ristić, der aber nicht mehr verhindern konnte, dass der 1. FC Union als Tabellensiebzehnter in die Regionalliga Nord absteigen musste.
Im Jahr 2005 folgte ein tiefer Fall, als der Zweitligaabsteiger auch in der Regionalliga nicht die Klasse hielt und in der Oberliga landete. Vier verschiedene Trainer konnten den Absturz nicht aufhalten. Auch die Finanzen bereiteten dem Verein wieder Sorgen, da die für die Lizenz der Saison vom DFB geforderten Liquiditätsreserven in Höhe von 1,46 Millionen Euro erneut nur durch Spenden zusammengebracht werden konnten.

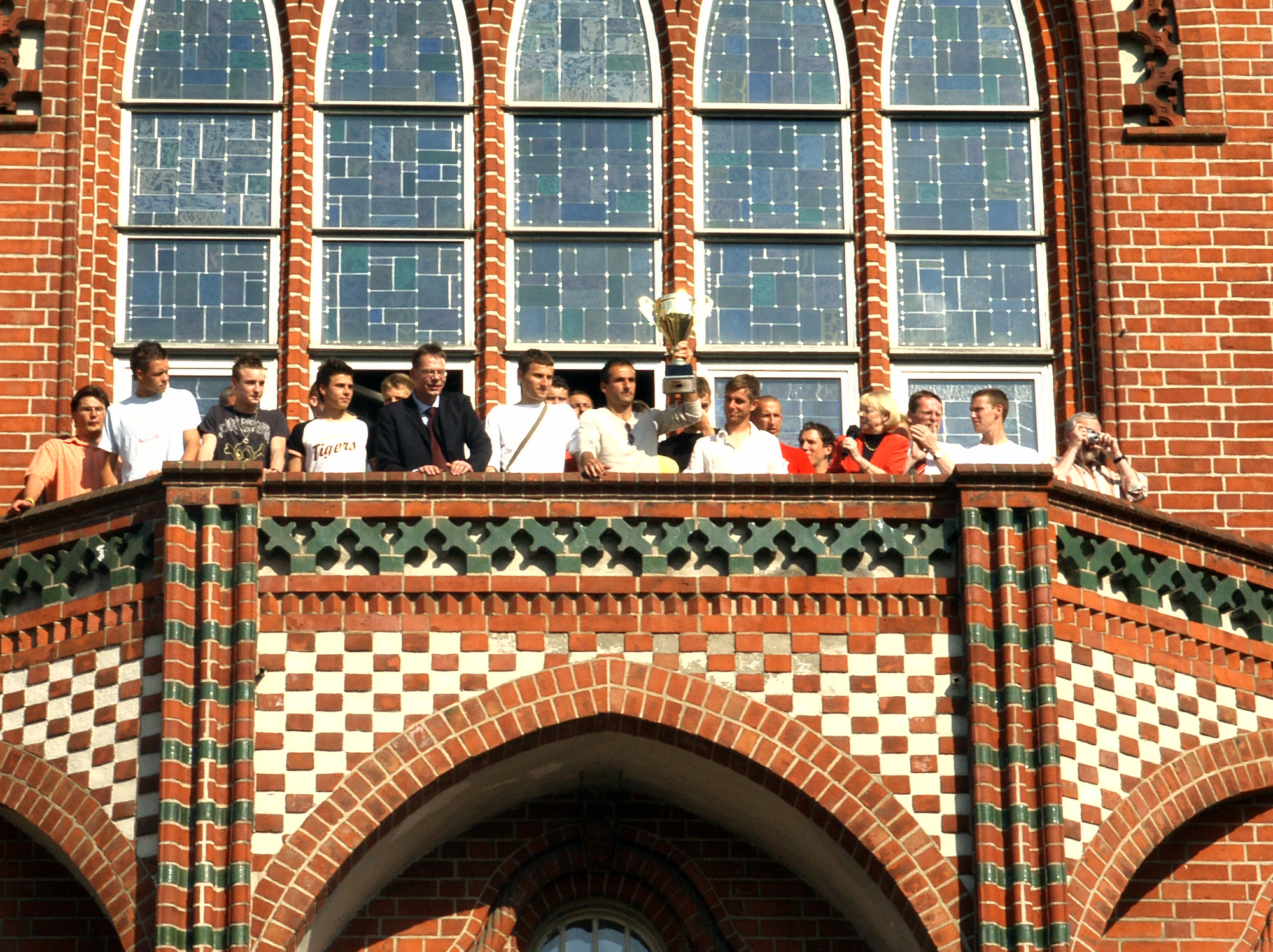
Das Team der Saison 2006/07 am Rathaus Köpenick mit dem Berliner Landespokal

Jedoch konnte sich der Verein in der Folgesaison wieder regenerieren und sicherte sich unter dem vom Ligakonkurrenten MSV Neuruppin geholten Trainer Christian Schreier den Wiederaufstieg in die Regionalliga. Die Höhepunkte der Saison bildeten dabei die beiden Stadtderbys gegen den alten Rivalen BFC Dynamo: Im Hinspiel in Köpenick besiegte Union den Kontrahenten vor 14.020 Zuschauern mit 8:0, was ein Rekordergebnis gegen Dynamo bedeutete. Das von einem Großteil der Union-Fans boykottierte Rückspiel im Sportforum Hohenschönhausen wurde dagegen beim Stand von 1:1 abgebrochen, nachdem Anhänger des BFC Dynamo die Absperrungen zum Stadioninnenbereich überwunden und versucht hatten, sich Zugang zum Gästeblock, in dem die Union-Fans untergebracht waren, zu verschaffen. Im Nachhinein wurde das Spiel mit 2:0 für den 1. FC Union gewertet.
Im Berliner Landespokal feierte das Team 2006/07 durchweg Erfolge und gewann diesen im Finale mit 7:0 gegen den benachbarten Verbandsligisten Köpenicker SC. In der Saison 2007/08 gelang der Mannschaft unter Uwe Neuhaus die Qualifikation für die neue 3. Profiliga. Mit den früheren Bundesliga-Spielern Michael Bemben, Marco Gebhardt und Macchambes Younga-Mouhani erreichte das Team vorzeitig die Drittligaqualifikation und hatte am Ende sogar Chancen auf den Zweitligaaufstieg. Dieser wurde jedoch nach zwei Niederlagen in den letzten beiden Heimspielen verpasst. 

#### 2008–2019: Drittligameisterschaft folgt Zweitligadekade
| Saison                   | Liga (Ebene)       | Platz (von) | Kader |
| ------------------------ | ------------------ | ----------- | ----- |
| 2008/09                  | 3. Liga (III)      | 01. (20)    | Kader |
| 2009/10                  | 2. Bundesliga (II) | 12. (18)    | Kader |
| 2010/11                  | 2. Bundesliga (II) | 11. (18)    | Kader |
| 2011/12                  | 2. Bundesliga (II) | 07. (18)    | Kader |
| 2012/13                  | 2. Bundesliga (II) | 07. (18)    | Kader |
| 2013/14                  | 2. Bundesliga (II) | 09. (18)    | Kader |
| 2014/15                  | 2. Bundesliga (II) | 07. (18)    | Kader |
| 2015/16                  | 2. Bundesliga (II) | 06. (18)    | Kader |
| 2016/17                  | 2. Bundesliga (II) | 04. (18)    | Kader |
| 2017/18                  | 2. Bundesliga (II) | 08. (18)    | Kader |
| 2018/19                  | 2. Bundesliga (II) | 03. (18)    | Kader |
| Grün unterlegt: Aufstieg |                    |             |       |

Vor der Saison 2008/09 begannen Sanierungsarbeiten am Stadion An der Alten Försterei. Aufgrund der Bauarbeiten trug der Verein seine Saison-Heimspiele im Jahnsportpark aus. Trotz dieser – von den Fans ungeliebten und teilweise boykottierten – Ausweichspielstätte spielte die Mannschaft eine erfolgreiche Saison, eroberte am 21. Spieltag die Tabellenspitze der dritten Liga und verteidigte diese bis zum Saisonende. Die Mannschaft sicherte sich den damit verbundenen Aufstieg in die zweite Bundesliga. Daneben gewann das Team auch den Berliner Landespokal mit 2:1 gegen Tennis Borussia Berlin.

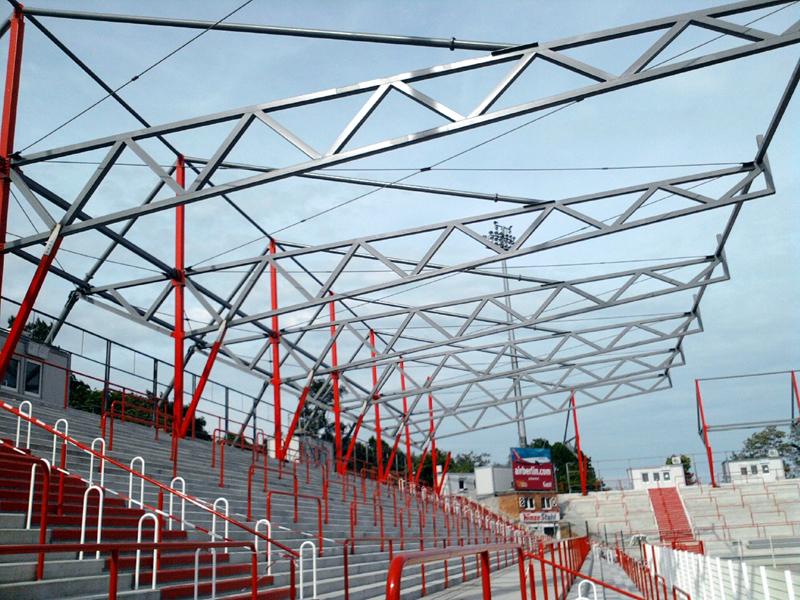
Umbaumaßnahmen im Stadion An der Alten Försterei (2009)

2009 wurde nach 13 Monaten Bauzeit das renovierte Stadion feierlich eingeweiht. Die Mannschaft startete erfolgreich in die Liga und wurde am Ende Tabellenzwölfter.
Für Aufmerksamkeit sorgte die kurze Partnerschaft mit der International Sport Promotion (ISP), die dem Verein als Hauptsponsor bis 2014 jährlich zwei Millionen Euro Einnahmen bringen sollte, aufgrund ihres undurchsichtigen Geschäftsmodells aber auch für Kontroversen sorgte. Am 24. August 2009 trennte sich der Verein von der ISP, da diese beim Zustandekommen des Vertrages falsche Angaben gemacht hätte.
In der Zweitliga-Saison 2011/12 erreichte Union den 7. Tabellenplatz unter Trainer Uwe Neuhaus; die zu diesem Zeitpunkt beste Platzierung seit 1990. Mit dem Verkauf der Alte-Försterei-Aktie um den Bau einer neuen Haupttribüne das Stammkapital der Stadionbetriebsgesellschaft um fünf Millionen Euro zu erhöhen, wurde den Mitgliedern und Sponsoren die Zeichnung ermöglicht. Bis Abschluss der Zeichnungsfrist am 31. Dezember 2011 gingen 5473 Aktien, also 43,88 Prozent des Grundkapitals des Stadionbetreibers in Streubesitz über. Einhergehend mit der Aktion stieg die Mitgliederzahl während dieses Zeitraums rasant an und erreichte erstmals die Marke von 10.000.
2012 begann der Neubau der Haupttribüne an der Alten Försterei, an der sich der Verein mit zwei Millionen Euro beteiligte. 2013 wurde sie eingeweiht.

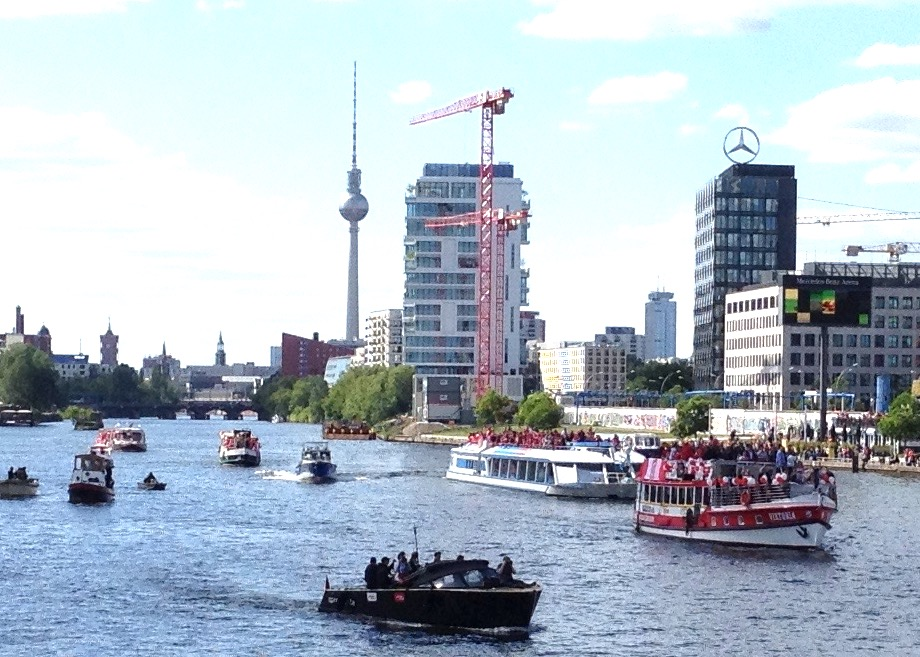
Schiffsparade des 1. FC Union Berlin auf der Spree in Berlin anlässlich des Aufstiegs in die 1. Fußball-Bundesliga im Jahr 2019

Nach einem starken Beginn in der Saison 2013/14, aber einer schwachen Rückrunde gab der 1. FC Union Berlin am 26. April 2014 die Trennung von Trainer Uwe Neuhaus zum Saisonende bekannt. Neuhaus wurde am 11. Mai offiziell verabschiedet. 
2017 wurde Oliver Ruhnert Chefscout beim 1. FC Union Berlin. 2018 wurde er Geschäftsführer Profifußball und Leiter der Lizenzspielerabteilung. Unter seiner Mitwirkung wurde 2018 Urs Fischer als neuer Cheftrainer vorgestellt. In der Saison 2018/19 war der 1. FC Union mit 17 aufeinanderfolgenden Spielen ohne Niederlage die am längsten ungeschlagene Mannschaft im deutschen Profifußball. Am 19. Mai 2019 beendete man die Saison mit einem 2:2 beim VfL Bochum als Tabellendritter. Dadurch erreichten die Eisernen die beste Endplatzierung in ihrer Zweitligahistorie und qualifizierten sich für die Relegationsspiele zur Bundesliga gegen den VfB Stuttgart. In der Relegation gelang dem 1. FC Union Berlin am 23. Mai 2019 ein 2:2 in Stuttgart. Das 0:0 im Heimspiel am 27. Mai 2019 nach dem 2:2 im Hinspiel in Stuttgart am 23. Mai bedeutete aufgrund der Auswärtstorregel den erstmaligen Aufstieg des Vereins in die Bundesliga.

#### Seit 2019: Bundesliga und Europapokalteilnahmen
| Saison  | Liga (Ebene)   | Platz (von) | BL-Kader |
| ------- | -------------- | ----------- | -------- |
| 2019/20 | Bundesliga (I) | 11. (18)    | BL-Kader |
| 2020/21 | Bundesliga (I) | 07. (18)    | BL-Kader |
| 2021/22 | Bundesliga (I) | 05. (18)    | BL-Kader |
| 2022/23 | Bundesliga (I) | 04. (18)    | BL-Kader |
| 2023/24 | Bundesliga (I) | 15. (18)    | BL-Kader |
| 2024/25 | Bundesliga (I) | 13. (18)    | BL-Kader |

In der Saison 2019/20 spielte der 1. FC Union erstmals seit der deutschen Wiedervereinigung erstklassig und wurde zum 56. Verein der Bundesliga. Am 18. August 2019 endete das erste Spiel in der 1. Bundesliga mit einer 0:4-Niederlage gegen RB Leipzig. Am 2. Spieltag dieser Saison erzielte Stürmer Sebastian Andersson beim 1:1 gegen den FC Augsburg das erste Bundesligator und am dritten Spieltag gelang mit dem 3:1 gegen Borussia Dortmund der erste Bundesliga-Sieg der Vereinsgeschichte. Trotz einer Schwächephase in der Rückrunde – die aufgrund der COVID-19-Pandemie für rund zwei Monate unterbrochen werden musste – konnte Union dank dreier Siege in den letzten vier Spielen letztlich souverän die Klasse halten. 
Vor der Saison 2020/21 verstärkte sich der Klub u. a. mit dem früheren Nationalspieler Max Kruse. Mit einem 5:0 gegen Arminia Bielefeld gelang der zu diesem Zeitpunkt höchste Sieg der Unioner Bundesligageschichte. Mit dem 7. Platz qualifizierte man sich für die neu geschaffene Conference League. Anfang 2021 wurde der 1. FC Union Berlin der mitgliederreichste Sportverein in Berlin und überholte damit Hertha BSC.

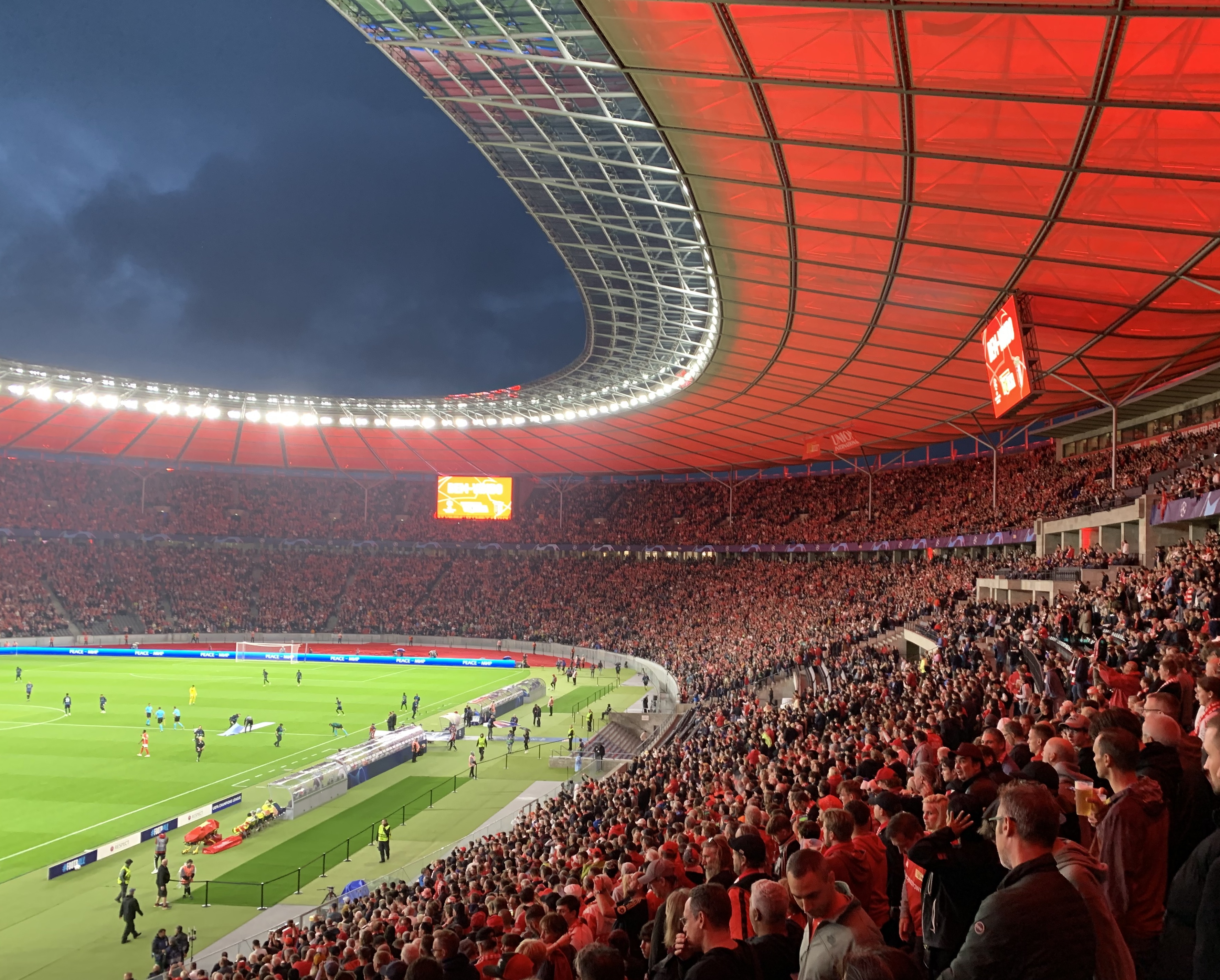
Spiel in der UEFA Champions League: 1.FC Union Berlin gegen Sporting Braga (2023)

Die internationalen Heimspiele trug der Verein im Berliner Olympiastadion aus. In den Playoffs der Conference League traf man auf den finnischen Vertreter Kuopion PS. Nach einem 4:0-Auswärtssieg genügte im Rückspiel ein 0:0 zum Einzug in die Gruppenphase, wo man auf Slavia Prag, Feyenoord Rotterdam und Maccabi Haifa traf. Den Berlinern  reichten hier sieben Punkte nicht, um in die Play-offs der Conference League einzuziehen. In der Bundesliga konnte Union Berlin auch in der Saison 2021/22 um die internationalen Startplätze mitspielen. Die Saison schloss man auf dem fünften Tabellenplatz ab und qualifizierte sich für die Gruppenphase der Europa League.
In der Saison 2022/23 übernahm Union am 6. Spieltag zum ersten Mal die Tabellenspitze in der Bundesliga, die auch an den folgenden sechs Spieltagen verteidigt werden konnte. Mit einem 1:0-Heimsieg über SV Werder Bremen schloss man am letzten Spieltag die Saison auf dem vierten Tabellenplatz ab und qualifizierte sich erstmalig in der Vereinsgeschichte für die Gruppenphase der UEFA Champions League.
Vor der Saison 2023/24 wurde mit Robin Gosens erstmals ein aktiver Spieler der deutschen Nationalmannschaft verpflichtet. Die Berliner traten in der UEFA Champions League gegen Real Madrid an. Es war das historisch erste Pflichtspiel eines Berliner Fußballklubs mit dem amtierenden CL-Rekordsieger. Nach einer sportlichen Schwächeperiode im DFB-Pokal 2023/24 und in der Bundesliga einigten sich der Verein und der langjährig erfolgreiche Cheftrainer Urs Fischer im November 2023 auf ein Ende der Zusammenarbeit. Interimsweise übernahm Marco Grote für einen Spieltag die Mannschaft, ehe der Kroate Nenad Bjelica als neuer Cheftrainer vorgestellt wurde. In der Königsklasse schied man als Gruppenletzter aus. Am 32. Spieltag verlor der Verein gegen den direkten Abstiegs-Konkurrenten VfL Bochum, woraufhin Bjelica freigestellt wurde und erneut Grote übernahm. Union Berlin konnte sich am letzten Spieltag durch einen 2:1-Heimsieg gegen den SC Freiburg den 15. Platz sichern und damit den noch möglichen Abstieg und die drohende Relegation verhindern.
Zur Saison 2024/25 übernahm der Däne Bo Svensson das Amt des Cheftrainers. Er wurde jedoch bereits Ende Dezember 2024 durch Steffen Baumgart ersetzt. Unter dessen Leitung stabilisierte sich der Verein zusehends und fixierte am 30. Spieltag den Klassenerhalt.

## Verein

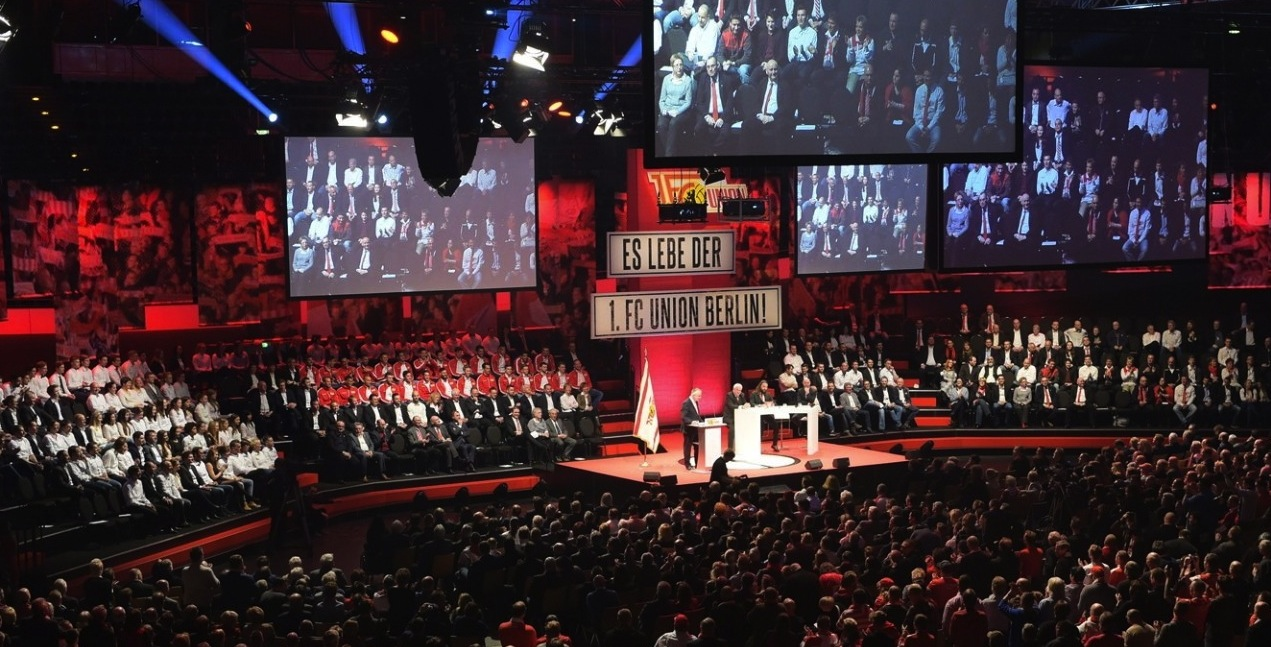
Jubiläumsfeier von Union Berlin (2016)

Union Berlin hat eine vielfältige und in den vergangenen Jahren stark gewachsene Fan- und Mitgliederbasis. Zählte man im Jahr 2006 offizielle 4209 Vereinsmitglieder, so verzeichnete man Ende März 2025 bereits 70.002 eingetragene Mitglieder.
Der Club ist seit 2019 der mitgliederstärkste reine Fußballverein im deutschsprachigen Raum und zählt seit 2020 zu den 15 mitgliederreichsten Sportvereinen Deutschlands. Seit 2021 ist der 1. FC Union Berlin der mitgliederreichste Sportverein in Berlin.
Für die Saison 2021/2022 verbuchte der Club Einnahmen von 122,1 Millionen Euro (2020/2021: 72,8). Der Gewinn nach Steuern im gesamten Verein, zu dem unter anderem auch die Stadion AG gehört, lag bei 12,7 Millionen Euro (2020/2021: -12 Mio. Euro). Der Verein beschäftigte 2022 rund 350 Mitarbeiter. Im selben Jahr waren 480 aktive Fußballer und Fußballerinnen in den verschiedensten Mannschaften gemeldet.

### Präsidium

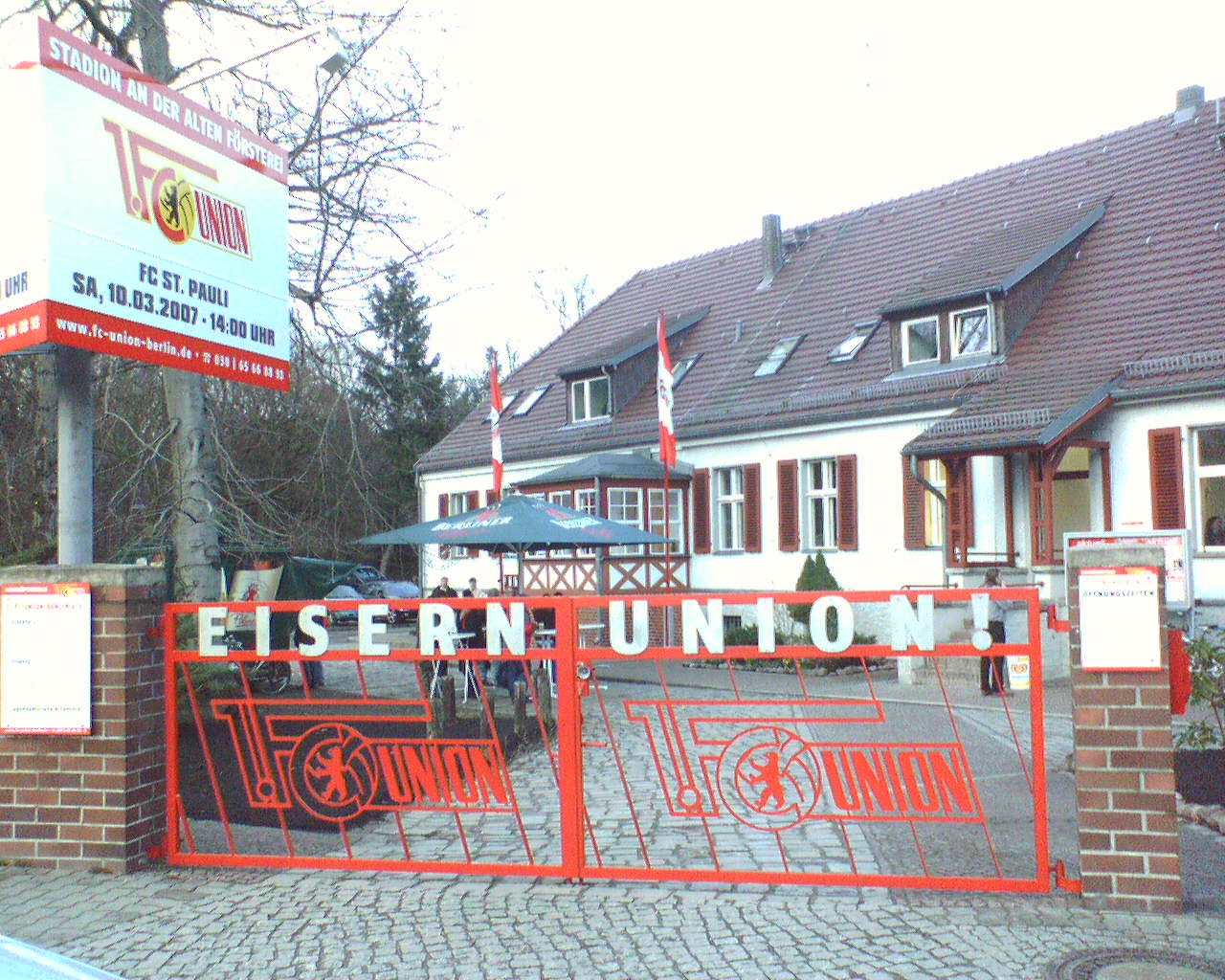
Die ehemalige Alte Försterei war die langjährige Geschäftsstelle des Vereins.

Das Präsidium des Vereins wurde bis 2025 mit ehrenamtlich Beschäftigten besetzt. Seit Juli 2025 werden alle Mitglieder des Präsidiums auf professioneller Basis beschäftigt.
In der Amtsperiode vom 1. Juli 2025 bis zum 30. Juni 2029 setzt sich das Präsidium aus folgenden Mitgliedern zusammen:
Dirk Zingler (Präsident), Dirk Thieme, Oskar Kosche, Lutz Munack, Katharina Kienemann (Geschäftsführerin der „Alte Försterei“ Veranstaltungs GmbH), Jennifer Zietz (Geschäftsführerin Profifußball Frauen des 1. FC Union Berlin) und Christian Arbeit (Geschäftsführer Kommunikation).
Von 1966 bis 1990 wurden die Vorsitzenden des Vereins als Clubvorsitzende bezeichnet. Seit 1990 tragen die Vorstandsvorsitzenden den Titel des Präsidenten. Der aktuelle Präsident, Dirk Zingler, ist der am längsten amtierende Vorsitzende in der Vereinsgeschichte (Stand: 2025).
| Clubvorsitzender   | Amtsbeginn    | Amtsende      |
| ------------------ | ------------- | ------------- |
| Werner Otto        | 20. Jan. 1966 | Aug. 1967     |
| Heinz Müller       | Aug. 1967     | Jul. 1970     |
| Paul Fettback      | Jul. 1970     | 19. Feb. 1974 |
| Heinz Hillert      | 19. Feb. 1974 | 25. Nov. 1975 |
| Günter Mielis      | 25. Nov. 1975 | 1. Mär. 1982  |
| Norbert Woick      | 1. Mär. 1982  | 31. Okt. 1983 |
| Klaus Brumm        | 31. Okt. 1983 | 20. Dez. 1984 |
| Uwe Piontek        | 20. Dez. 1984 | 3. Nov. 1987  |
| Hans-Günter Hänsel | 3. Nov. 1987  | 5. Jun. 1990  |

| Präsident           | Amtsbeginn        | Amtsende      |
| ------------------- | ----------------- | ------------- |
| Gerhard Kalweit     | 5. Jun. 1990      | Jul. 1993     |
| Detlef Bracht       | 17. Aug. 1993     | Jul. 1994     |
| Horst Kahstein      | 14. Nov. 1994     | Sep. 1997     |
| Heiner Bertram      | 7. Okt. 1997      | 12. Okt. 2003 |
| Jürgen Schlebrowski | 13. Okt. 2003     | 30. Jun. 2004 |
| Dirk Zingler        | seit 1. Jul. 2004 |               |

### Sponsoren

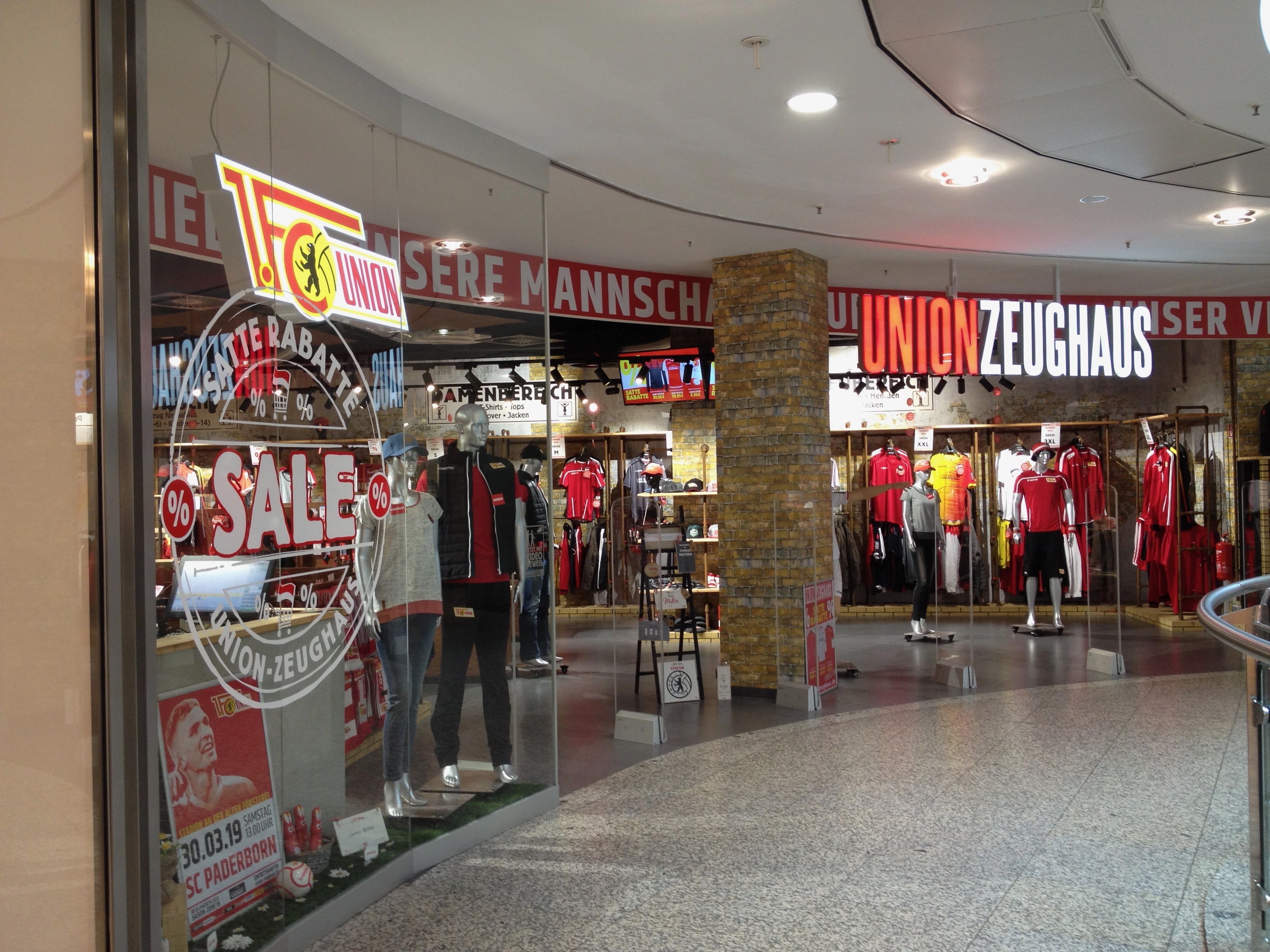
Ein Union-Zeughaus in Berlin

Die Anzahl der Sponsoren stieg von 386 im Jahr 2016 auf rund 450 im Jahr 2023. Seit der Saison 2020/21 stattet adidas sämtliche Mannschaften des 1. FC Union Berlin aus. Der Vertrag wurde für fünf Spielzeiten geschlossen. Union Berlin war 2020/21 neben dem FC Bayern München und dem Hamburger SV eines von drei DFL-Profiteams, das von Adidas ausgerüstet wurde.
| Saison  | Ausrüster       | Hauptsponsor        |                            |
| ------- | --------------- | ------------------- | -------------------------- |
| 1989/90 | Puma            | Brauer Rohr-Frei    |                            |
| 1990/91 | Adidas          | KWO                 |                            |
| 1991/92 | Adidas erima    | KWO Benoba          |                            |
| 1992/93 | erima           | GHUT                |                            |
| 1993/94 | Patrick         | GHUT                |                            |
| 1994/95 | Van Hemert      | Fehrmann            |                            |
| 1995/96 | diadora         | leer                |                            |
| 1996/97 | diadora         | Nova Hotel          |                            |
| 1997/98 | Nike            | Karstadt Sport      |                            |
| 1998/99 | Nike            | Skandia             |                            |
| 1999/00 | Nike            | BSR                 |                            |
| 2000/01 | Nike            | BSR                 |                            |
| 2001/02 | Nike            | BSR                 |                            |
| 2002/03 | Saller          | BSR                 |                            |
| 2003/04 | Saller          | BSR                 |                            |
| 2004/05 | Saller          | BSR                 |                            |
| 2005/06 | Nike            | EastWest            |                            |
| 2006/07 | Nike            | EastWest            |                            |
| 2007/08 | Nike            | Silicon Sensor      |                            |
| 2008/09 | do you football | Silicon Sensor      |                            |
| 2009/10 | do you football | I. S. P./kfzteile24 |                            |
| 2010/11 | do you football | kfzteile24          |                            |
| 2011/12 | uhlsport        | kfzteile24          | B.Z./Flux FM               |
| 2012/13 | uhlsport        | f.becker            | B.Z./Flux FM               |
| 2013/14 | uhlsport        | f.becker            | B.Z./Flux FM               |
| 2014/15 | uhlsport        | kfzteile24          | B.Z./Flux FM               |
| 2015/16 | Macron          | kfzteile24          | Berliner Kurier/Radio Eins |
| 2016/17 | Macron          | Layenberger         | Berliner Kurier/Radio Eins |
| 2017/18 | Macron          | Layenberger         | Berliner Kurier/Radio Eins |
| 2018/19 | Macron          | Layenberger         | Berliner Kurier/Radio Eins |
| 2019/20 | Macron          | Aroundtown          | Berliner Kurier/Radio Eins |

| Saison  | Ausrüster | Hauptsponsor | Medienpartner               |
| ------- | --------- | ------------ | --------------------------- |
| 2020/21 | Adidas    | Aroundtown   | Berliner Kurier/Radio Eins  |
| 2021/22 | Adidas    | Aroundtown   | Berliner Kurier/Radio Eins  |
| 2022/23 | Adidas    | Wefox        | Berliner Zeitung/Radio Eins |
| 2023/24 | Adidas    | Paramount+   | Berliner Zeitung/Radio Eins |
| 2024/25 | Adidas    | HomeToGo     | Berliner Zeitung/Radio Eins |
| 2025/26 | Adidas    | Raisin       | Berliner Zeitung/Radio Eins |

### Namenshistorie

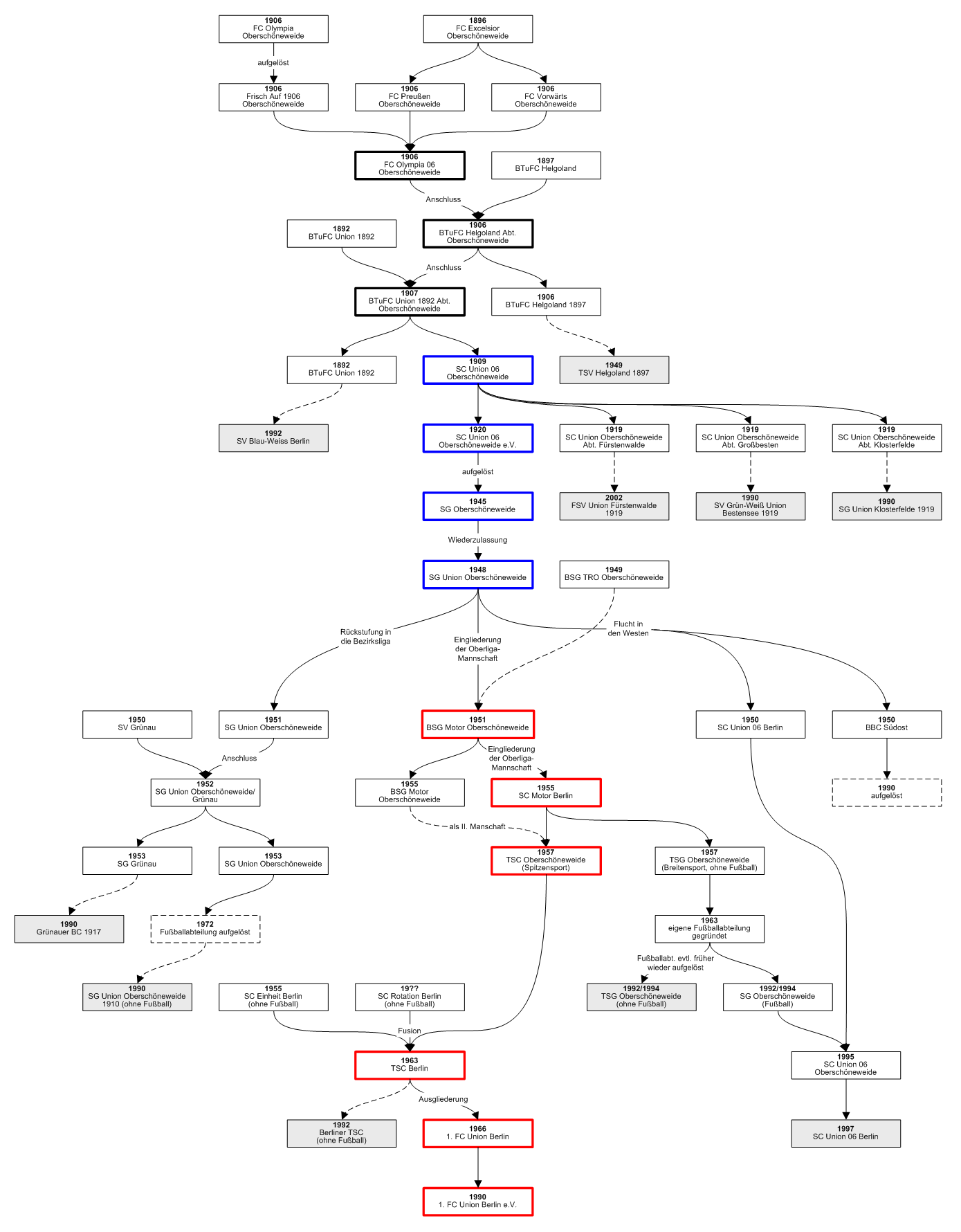
Die Vereins- und Namenshistorie

| Jahr          | Namenshistorie                                                                                  |
| ------------- | ----------------------------------------------------------------------------------------------- |
| 17. Jun. 1906 | Gründung des FC Olympia Oberschöneweide                                                         |
| 22. Jul. 1906 | Anschluss an den BTuFC Helgoland als 3. Mannschaft, Abt. Oberschöneweide                        |
| 10. Feb. 1907 | Anschluss an den BTuFC Union 1892 als 4. Mannschaft, Abt. Oberschöneweide                       |
| 20. Feb. 1909 | Aufnahme in den VBB als Union Oberschöneweide bzw. SC Union Oberschöneweide                     |
| 1945          | Auflösung durch den alliierten Kontrollrat und Neugründung als SG Oberschöneweide               |
| Dez. 1948     | Wiederzulassung als SG Union Oberschöneweide                                                    |
| 09. Jun. 1950 | 1. Mannschaft flüchtet nach West-Berlin und gründet den SC Union 06 Berlin sowie den BBC Südost |
| 1951          | Anschluss der Oberliga-Mannschaft an die BSG Motor Oberschöneweide                              |
| 01. Feb. 1955 | Anschluss an den SC Motor Berlin                                                                |
| 06. Jun. 1957 | Zusammenschluss mit anderen BSGen zum TSC Oberschöneweide                                       |
| 18. Feb. 1963 | Zusammenschluss mit anderen Sportclubs zum TSC Berlin                                           |
| 20. Jan. 1966 | Gründung des 1. FC Union Berlin                                                                 |

### Stiftung
Am 6. Oktober 2016 wurde durch den 1. FC Union Berlin die Stiftung „UNION VEREINT. Schulter an Schulter“ ins Leben gerufen. Unter dem Motto „Der Starke hilft dem Schwachen“ soll das gesellschaftliche Engagement ausgebaut werden. Schwerpunkte der Stiftungsarbeit sind unter anderem Union-Fußballcamps, Projekttage und -wochen für Kinder und Jugendliche, Aktionen für Toleranz und Integration und gegen Rassismus, sowie die Förderung von Gesundheit und der Umweltschutz.

### Maskottchen

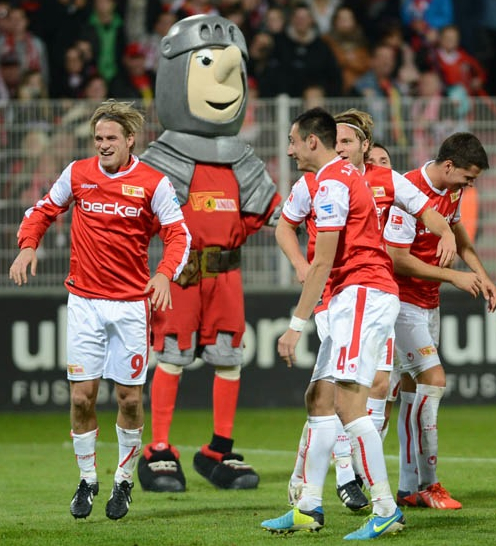
Maskottchen „Ritter Keule“

Das Maskottchen von Union Berlin heißt Ritter Keule und ist „ein wahrhaft eiserner Ritter mit einem mutigen Herz“. So steht er metaphorisch für die im Sport und insbesondere für Union wichtigen „ritterlichen“ Tugenden wie Höflichkeit, Tapferkeit, Zurückhaltung, Opferbereitschaft, Beständigkeit und Treue. Ein historisches Vorbild sind die Ritter des Deutschen Ordens. Das Maskottchen soll somit sinnbildlich die Geschichte der „Eisernen“ verkörpern.

### Wappen
Das bis heute nur wenig veränderte Vereinswappen wurde 1965 vom Buchdrucker und Gebrauchsgrafiker Peter Gribat (* 1935; damals Berlin-Friedrichshain) im Rahmen eines Wettbewerbs entworfen. Es zeigt den linksgeneigten Schriftzug „1. FC Union“ im Stil einer im Wind stehenden Fahne. Der Buchstabe C ist so gerundet, dass daraus ein Lederfußball mit sechs Gruppen von je drei nebeneinander vernähten Lederstreifen gebildet wird, von denen lediglich zwei Gruppen angedeutet werden. In dessen Mitte steht der aufrecht gehende Berliner Bär in der Form- und Farbgestaltung des Berliner Wappens, welches 1954 für West-Berlin eingeführt wurde. Die Buchstaben sind in zwei Rot-Tönen gehalten und in Gelb umrandet, bzw. das Wort „Union“ als Ganzes, sodass es auf weißem Grund liegt. Der aus dem Buchstaben C hervorgehende Lederball ist in Gelb bzw. die Ballnähte sind in Schwarz gehalten.

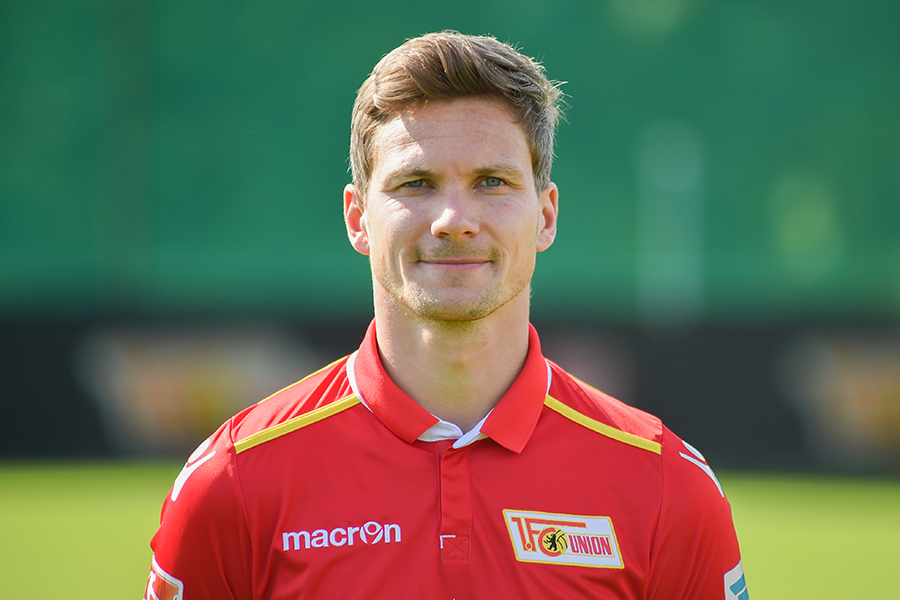
Wappen auf Trikot
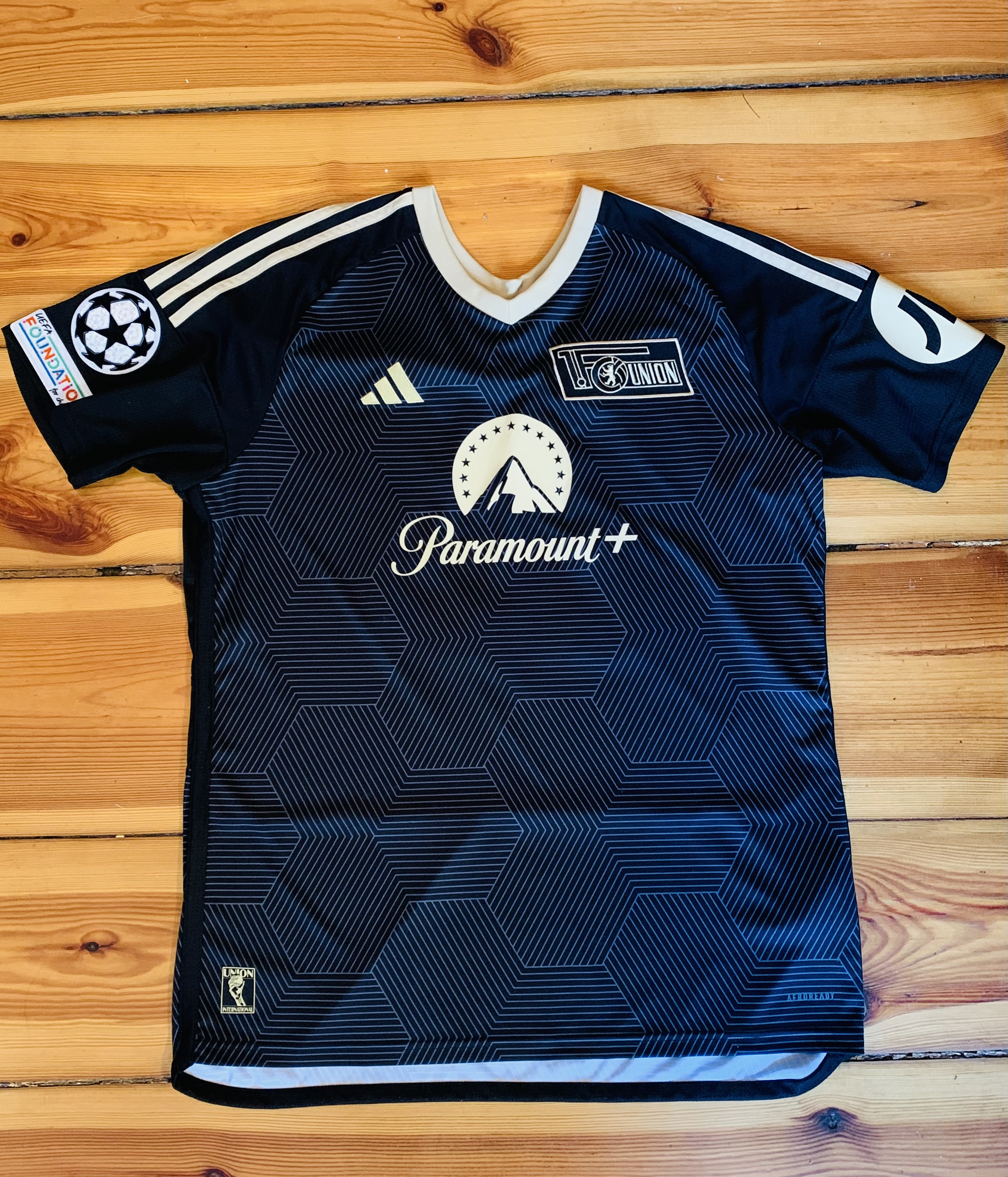
Wappenvariante
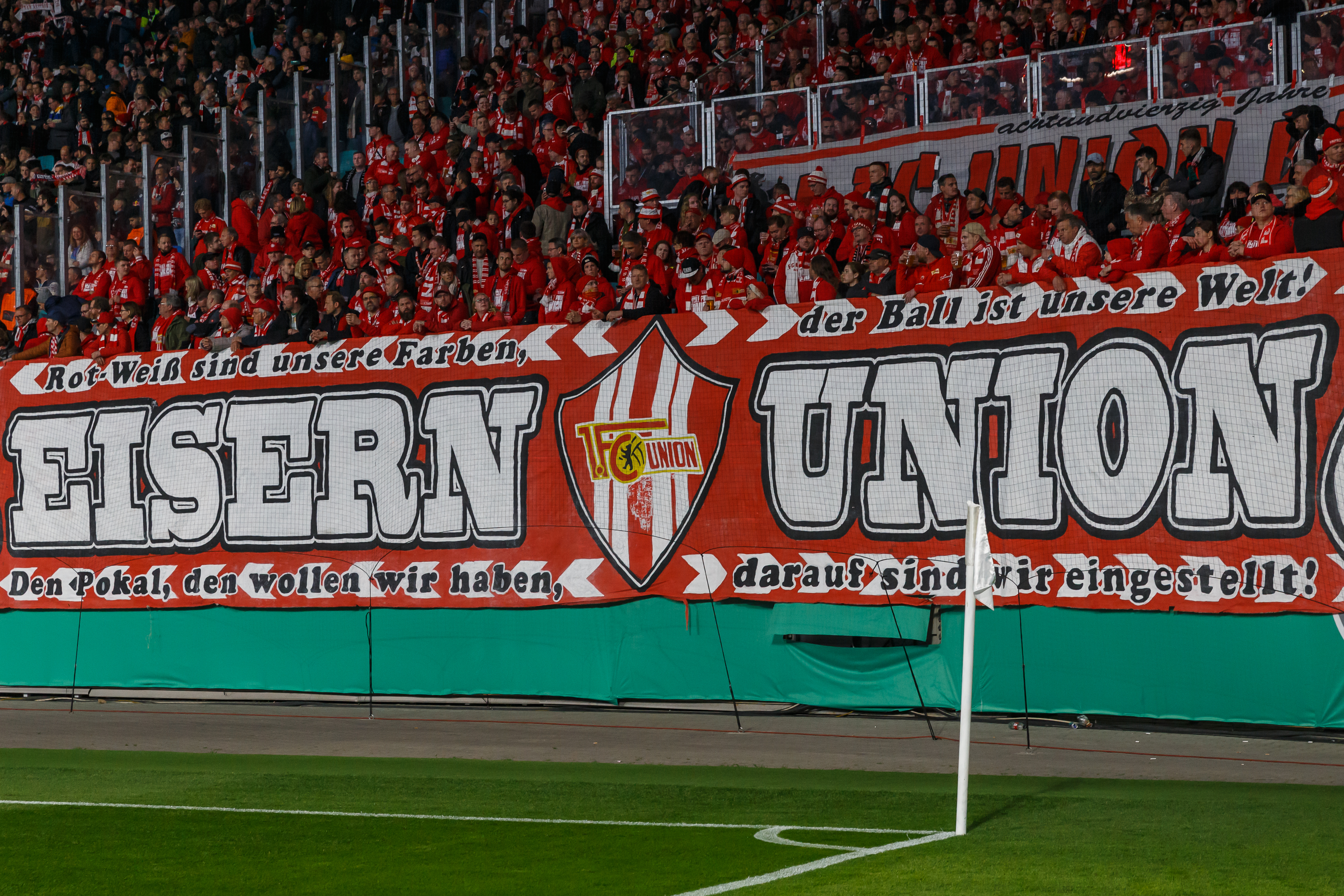
Wappen im Fandesign

## Erfolge

### Nationale Erfolge
- 1. FC Union Berlin:
  - FDGB-Pokalsieger: 1968
  - FDGB-Pokalfinalist: 1986
  - DFB-Pokalfinalist: 2001
  - Drittliga-Meister: 2009

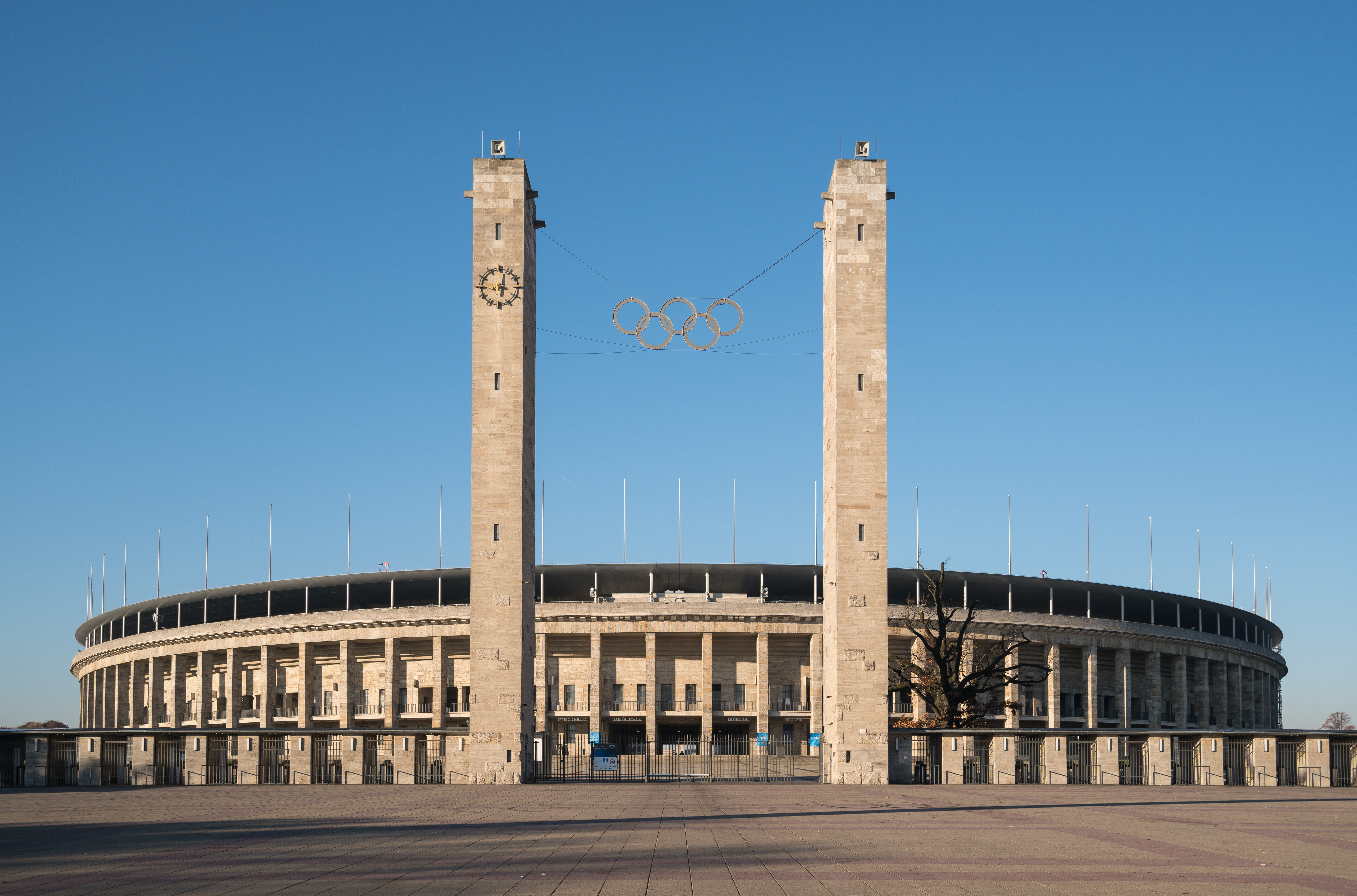
2001 konnte Union Berlin das Endspiel im DFB-Pokal erreichen

  - Berliner Meister (Union II): 2010
  - Ost-Berliner Meister (Union II): 1966, 1969, 1975
  - Berliner Pokalsieger: 1994, 2007, 2009
  - Berliner Pokalfinalist: 1997
  - FDGB-Bezirkspokalsieger (Union II): 1970, 1974, 1985
  - Aufstieg in die Fußball-Bundesliga: 2019
  - Meisterschaftsvierter der Fußball-Bundesliga (Qualifikation für die Champions League): 2023[36]

- SC Union Oberschöneweide:
  - Deutscher Vizemeister: 1923
  - Endrunde zur Deutschen Meisterschaft: 1920, 1923, 1940, 1948, 1950
  - Berliner Meister: 1920, 1923, 1940, 1948
  - Berliner Pokalsieger: 1947, 1948
  - Berliner Pokalfinalist: 1926, 1951

### Internationale Erfolge
1. FC Union Berlin:
- Intertoto-Cup-Sieger: 1986
- UEFA Champions League: Gruppenphase 2023/24
- UEFA-Pokal/UEFA Europa League: 2. Hauptrunde 2001/02, Achtelfinale 2022/23
- UEFA Europa Conference League: Gruppenphase 2021/22

| Saison  | Wettbewerb                    | Runde         | Gegner                      | Gesamt | Hin       | Rück      |
| ------- | ----------------------------- | ------------- | --------------------------- | ------ | --------- | --------- |
| 1986    | Intertoto-Cup                 | Gruppenphase  | Standard Lüttich            | 6:2    | 2:1 (A)   | 4:1 (H)   |
| 1986    | Intertoto-Cup                 | Gruppenphase  | Bayer Uerdingen             | 3:5    | 3:2 (H)   | 0:3 (A)   |
| 1986    | Intertoto-Cup                 | Gruppenphase  | Lausanne-Sports             | 2:1    | 1:0 (H)   | 1:1 (A)   |
| 2001/02 | UEFA-Pokal                    | 1. Runde      | Haka Valkeakoski            | 4:1    | 1:1 (A)   | 3:0 (H)   |
| 2001/02 | UEFA-Pokal                    | 2. Runde      | Litex Lowetsch              | 0:2    | 0:2 (H)   | 0:0 (A)   |
| 2021/22 | UEFA Europa Conference League | Play-offs     | Kuopion PS                  | 4:0    | 4:0 (A)   | 0:0 (H)   |
| 2021/22 | UEFA Europa Conference League | Gruppenphase  | Slavia Prag                 | 2:4    | 1:3 (A)   | 1:1 (H)   |
| 2021/22 | UEFA Europa Conference League | Gruppenphase  | Maccabi Haifa               | 4:0    | 3:0 (H)   | 1:0 (A)   |
| 2021/22 | UEFA Europa Conference League | Gruppenphase  | Feyenoord Rotterdam         | 2:5    | 1:3 (A)   | 1:2 (H)   |
| 2022/23 | UEFA Europa League            | Gruppenphase  | Royale Union Saint-Gilloise | 1:1    | 0:1 (H)   | 1:0 (A) a |
| 2022/23 | UEFA Europa League            | Gruppenphase  | Sporting Braga              | 1:1    | 0:1 (A)   | 1:0 (H)   |
| 2022/23 | UEFA Europa League            | Gruppenphase  | Malmö FF                    | 2:0    | 1:0 (A)   | 1:0 (H)   |
| 2022/23 | UEFA Europa League            | Zwischenrunde | Ajax Amsterdam              | 3:1    | 0:0 (A)   | 3:1 (H)   |
| 2022/23 | UEFA Europa League            | Achtelfinale  | Royale Union Saint-Gilloise | 3:6    | 3:3 (H)   | 0:3 (A) b |
| 2023/24 | UEFA Champions League         | Gruppenphase  | Real Madrid                 | 2:4    | 0:1 (A)   | 2:3 (H) c |
| 2023/24 | UEFA Champions League         | Gruppenphase  | Sporting Braga              | 3:4    | 2:3 (H) c | 1:1 (A)   |
| 2023/24 | UEFA Champions League         | Gruppenphase  | SSC Neapel                  | 1:2    | 0:1 (H) c | 1:1 (A)   |

Gesamtbilanz: 34 Spiele, 12 Siege, 9 Unentschieden, 13 Niederlagen, 42:40 Tore (Tordifferenz +2)

### Rekorde
Zu den Fußball-Bundesliga-Rekorden von Union Berlin gehört unter anderem das Spiel mit den meisten Toren in einer ersten Halbzeit, nämlich acht beim 4:4-Unentschieden von Union Berlin gegen den VfB Stuttgart am 30. Spieltag der Saison 2024/25.

## Spielstätte

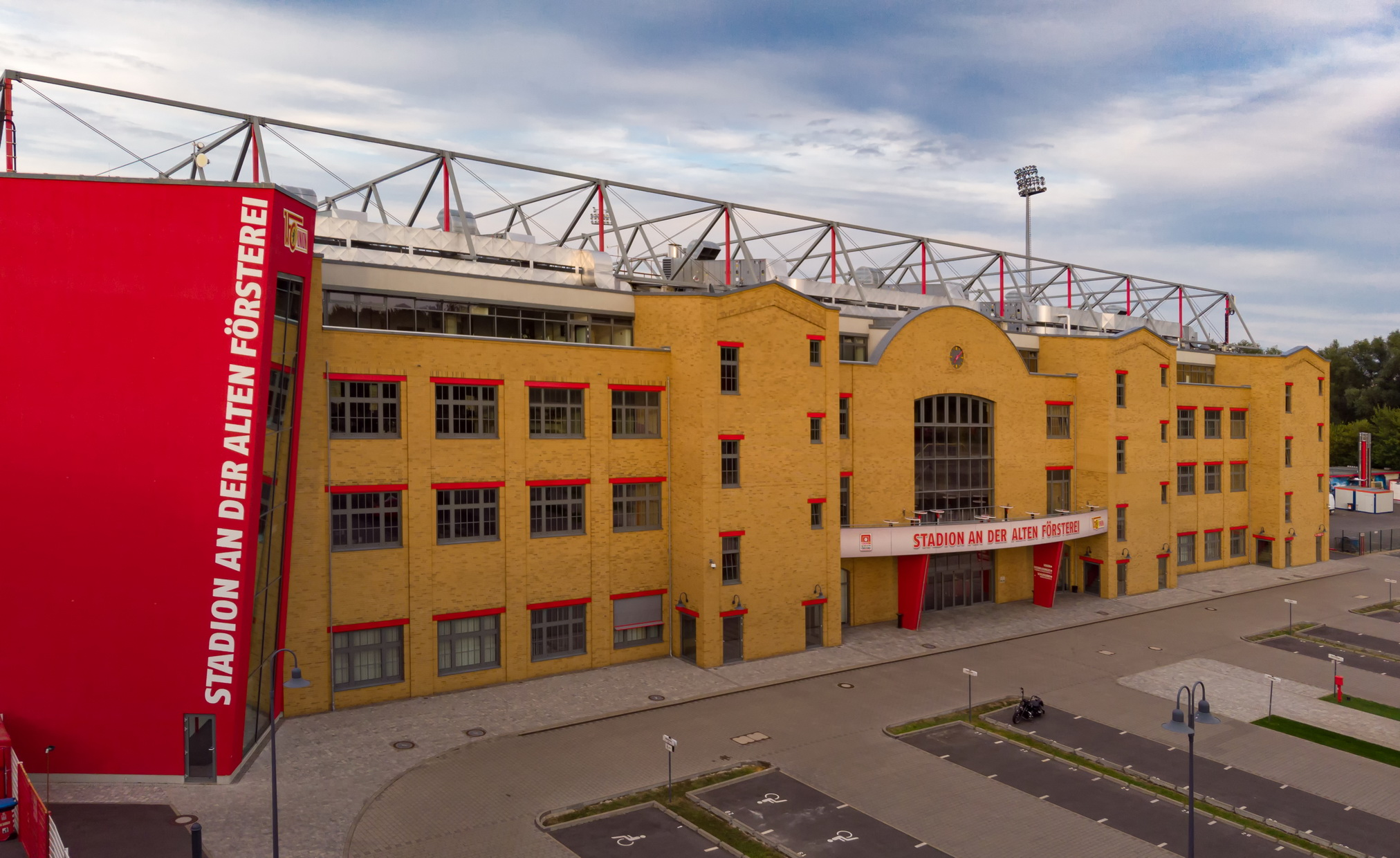
Stadion An der Alten Försterei, größtes reines Fußballstadion Berlins

Bevor Union im Jahr 1910 die erste feste Spielstätte in der Wattstraße am nordwestlichen Ende von Oberschöneweide bekam, hatte die Mannschaft auf dem heutigen Gelände der AEG sowie auf dem Gelände der N. A. G. gespielt. Zehn Jahre spielte der Verein in der Wattstraße, bevor die Mannschaft 1920 in den Südosten Oberschöneweides umzog. Am Ortseingang von Köpenick entstand das Stadion An der Alten Försterei.
Das anfangs 10.000 Zuschauer fassende Stadion blieb bis in die 1970er Jahre relativ unverändert. In den frühen 1980er Jahren wurden umfangreiche Erweiterungs- und Modernisierungsmaßnahmen durchgeführt, die die Kapazität auf 22.500 Plätze erhöhten und der Anlage einen Ansageturm sowie eine elektronische Anzeigetafel brachten. An den Umbaumaßnahmen waren Spieler, Funktionäre und Fans des Vereins unentgeltlich beteiligt. Im Jahr 2000 kam es zu Baumaßnahmen, deren Resultat eine überdachte Sitzplatztribüne war. Die Zuschauerkapazität wurde aufgrund von Sicherheitsauflagen des DFB auf 18.100 Zuschauer zurückgestuft.
| Saison  | Zuschauerschnitt |
| ------- | ---------------- |
| 1990/91 | 1.247            |
| 1991/92 | 0917             |
| 1992/93 | 0788             |
| 1993/94 | 0918             |
| 1994/95 | 2.482            |
| 1995/96 | 2.284            |
| 1996/97 | 1.879            |
| 1997/98 | 1.431            |
| 1998/99 | 2.635            |
| 1999/00 | 3.907            |
| 2000/01 | 5.655            |
| 2001/02 | 9.361            |
| 2002/03 | 8.397            |
| 2003/04 | 7.658            |
| 2004/05 | 4.631            |
| 2005/06 | 5.902            |
| 2006/07 | 6.817            |
| 2007/08 | 7.079            |
| 2008/09 | 7.180            |
| 2009/10 | 14.056           |
| 2010/11 | 14.184           |
| 2011/12 | 16.160           |
| 2012/13 | 17.103           |
| 2013/14 | 19.889           |
| 2014/15 | 19.142           |
| 2015/16 | 19.723           |
| 2016/17 | 20.859           |
| 2017/18 | 21.537           |
| 2018/19 | 22.386           |
| 2019/20 | 0 22.310         |
| 2020/21 | 0 3.100          |
| 2021/22 | 0 14.046         |
| 2022/23 | 21.888           |

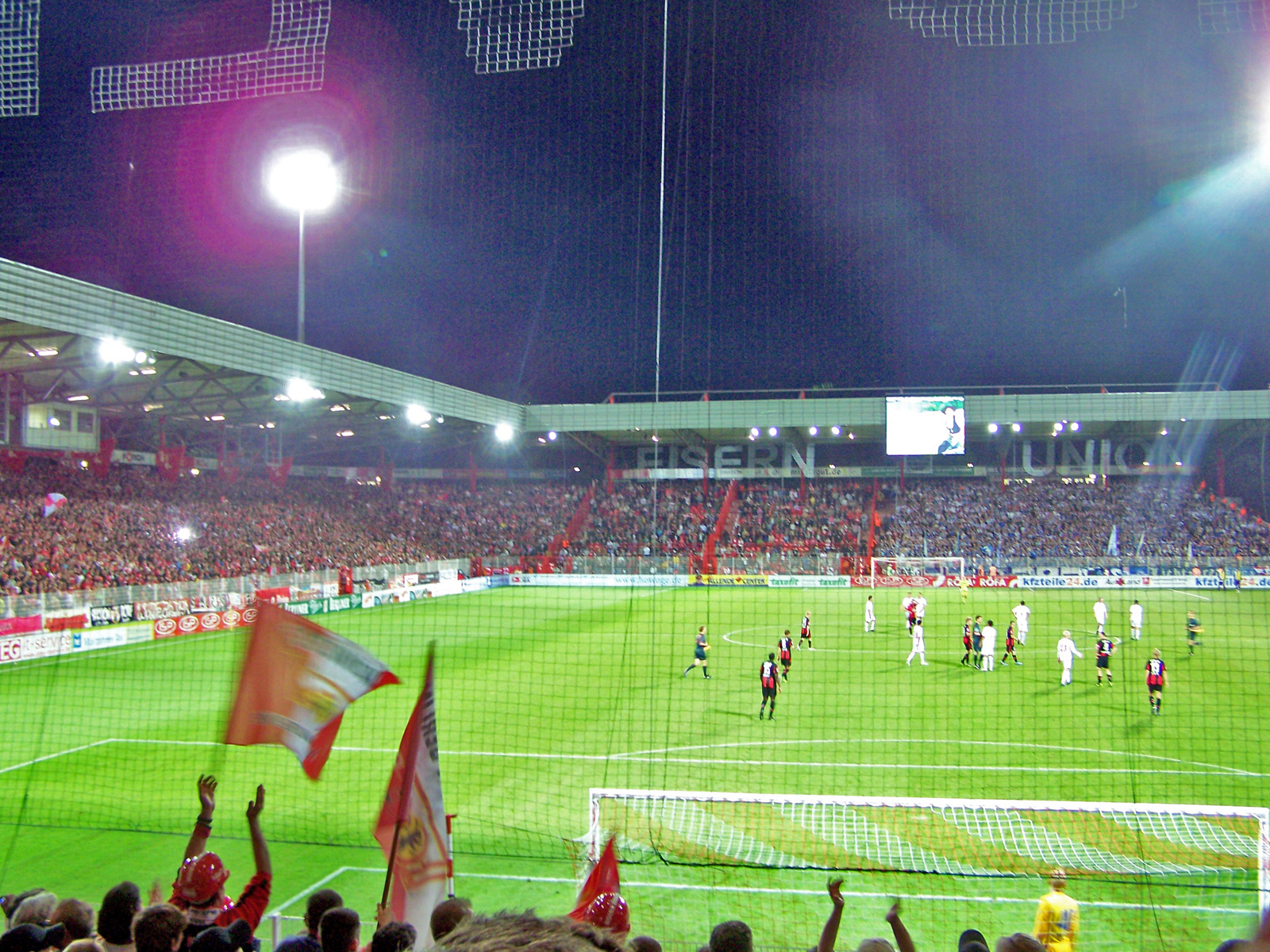
Spiel des 1. FC Union Berlin im Stadion

Nach Verhandlungen zwischen dem 1. FC Union Berlin und dem Land Berlin wurden 2008 die Baumaßnahmen für eine Modernisierung begonnen sowie ein Erbbaurechtvertrag für das Stadion abgeschlossen. Die erste Umbauphase (u. a. Einbau der Rasenheizung und Überdachung der Stehtribünen) wurde 2009 abgeschlossen. Die zweite Bauphase, die vor allem den Neubau der Haupttribüne mit Logen und die Einrichtung von über 400 Parkplätzen beinhaltete, fand ihren Abschluss im Jahr 2013. Ein Teil der Finanzierung wurde dadurch gewährleistet, dass die Union-Vereinsmitglieder Aktienanteile an der Stadionbetriebs AG erwerben konnten. Seit der Saison 2015/16 liegt die Zuschauerkapazität bei 22.012 (davon 18.200 Steh- und 3.812 Sitzplätze).
Seit 2017 hat der Verein das Vorhaben das Stadion mit einer Zuschauerkapazität für mindestens 37.000 Besucher auszubauen. Seitdem wurde der Baubeginn mehrfach verschoben und soll nach derzeitiger Planung im Sommer 2025 bis Ende 2026 abgeschlossen werden. Die Heimspiele sollen während der Saison 2025/26 im Berliner Olympiastadion ausgetragen werden. Zuvor sollen im Umfeld das Stadions verschiedene Bauvorhaben umgesetzt werden, unter anderem ein Parkhaus mit Außenbühne, eine neue Tiefgarage sowie eine neue Straßenbahnhaltestelle.

### Stadion AG
Die Stadion AG (offiziell: „An der Alten Försterei“ Stadionbetriebs AG) ist das Unternehmen, das den Betrieb des Stadions geschäftsmäßig gewährleistet. Die Firma ist Inhaber des Stadions und seit 2022 Eigentümer des Grundstücks, auf dem das Stadion An der Alten Försterei errichtet wurde. Vorstandsvorsitzender der Stadion AG ist Dirk Thieme; weiterer Vorstand ist Oskar Kosche. Der Aufsichtsrat der Stadion AG setzt sich zusammen aus Dirk Zingler (Aufsichtsratsvorsitzender), Dirk Gräning, Katja Jösting, Michael Kölmel, Thomas Koch und Holger Keye (Stand: 2023).

## Profimannschaft
Seit dem 1. Juli 2024 ist Horst Heldt Geschäftsführer Profifußball und Leiter der Lizenzspielerabteilung beim 1. FC Union Berlin.

### Kader der Saison 2025/26

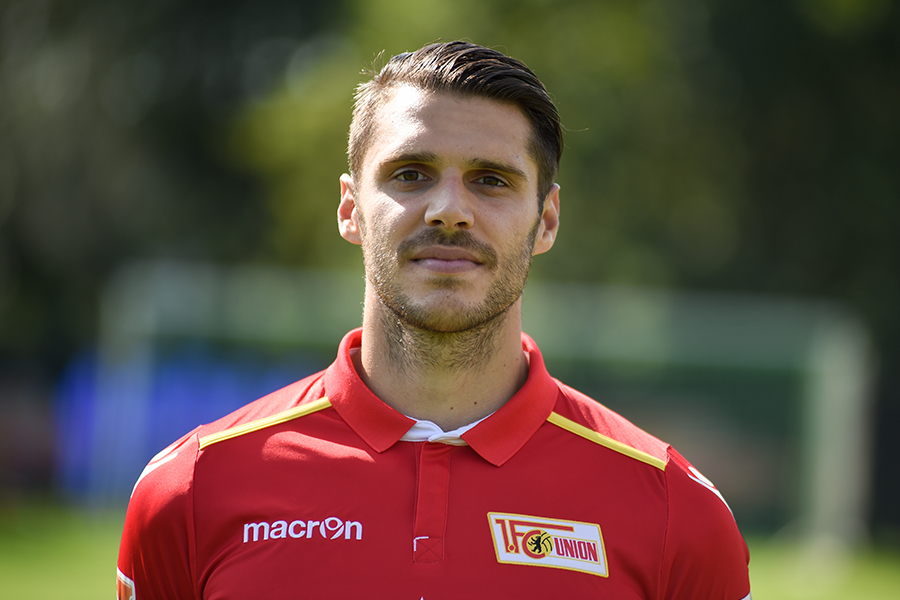
Christopher Trimmel

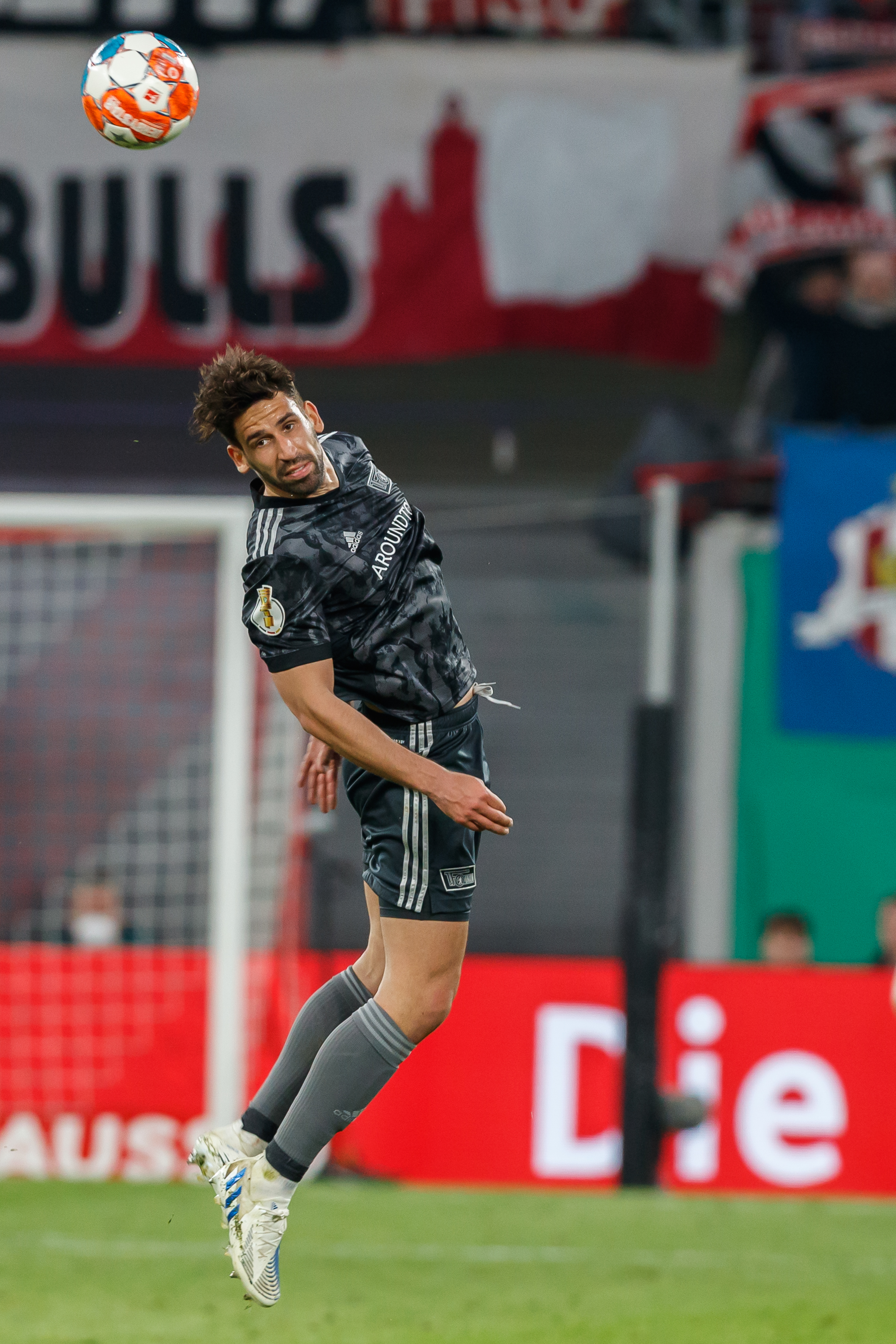
Rani Khedira

Stand: 19. August 2025
| Nr.        | Nat.        | Spieler             | Geboren am         | Im Verein seit | Letzter Verein                          |
| ---------- | ----------- | ------------------- | ------------------ | -------------- | --------------------------------------- |
| Tor        |             |                     |                    |                |                                         |
| 01         | Danemark    | Frederik Rønnow     | 4. August 1992     | 2021           | Eintracht Frankfurt                     |
| 12         | Deutschland | Yannic Stein        | 17. September 2004 | 2019           | FC Viktoria 1889 Berlin [Jugend]        |
| 25         | Deutschland | Carl Klaus          | 16. Januar 1994    | 2024           | 1. FC Nürnberg                          |
| 31         | Deutschland | Matheo Raab         | 18. Dezember 1998  | 2025           | Hamburger SV                            |
| Abwehr     |             |                     |                    |                |                                         |
| 03         | Deutschland | Andrik Markgraf     | 7. März 2006       | 2016           | SC Eintracht Miersdorf/Zeuthen [Jugend] |
| 04         | Portugal    | Diogo Leite         | 23. Januar 1999    | 2022           | FC Porto                                |
| 05         | Niederlande | Danilho Doekhi      | 30. Juni 1998      | 2022           | Vitesse Arnheim                         |
| 14         | Osterreich  | Leopold Querfeld    | 20. Dezember 2003  | 2024           | SK Rapid Wien                           |
| 15         | Deutschland | Tom Rothe           | 29. Oktober 2004   | 2024           | Borussia Dortmund                       |
| 18         | Kroatien    | Josip Juranović     | 16. August 1995    | 2023           | Celtic Glasgow                          |
| 28         | Osterreich  | Christopher Trimmel | 24. Februar 1987   | 2014           | SK Rapid Wien                           |
| 34         | Frankreich  | Stanley N’Soki      | 9. April 1999      | 2025           | TSG 1899 Hoffenheim                     |
| 39         | Deutschland | Derrick Köhn        | 4. Februar 1999    | 2025           | Galatasaray Istanbul                    |
| 41         | Deutschland | Oluwaseun Ogbemudia | 18. Juli 2006      | 2023           | FC St. Pauli [Jugend]                   |
| Mittelfeld |             |                     |                    |                |                                         |
| 06         | Deutschland | Aljoscha Kemlein    | 2. August 2004     | 2016           | SC Berliner Amateure [Jugend]           |
| 08         | Deutschland | Rani Khedira        | 27. Januar 1994    | 2021           | FC Augsburg                             |
| 11         | Korea Sud   | Jeong Woo-yeong     | 20. September 1999 | 2024           | VfB Stuttgart                           |
| 13         | Ungarn      | András Schäfer      | 13. April 1999     | 2022           | DAC Dunajská Streda                     |
| 17         | Deutschland | David Preu          | 26. Oktober 2004   | 2019           | FC Viktoria 1889 Berlin [Jugend]        |
| 19         | Deutschland | Janik Haberer       | 2. April 1994      | 2022           | SC Freiburg                             |
| 21         | Deutschland | Tim Skarke          | 7. September 1996  | 2022           | SV Darmstadt 98                         |
| 24         | Danemark    | Robert Skov         | 20. Mai 1996       | 2024           | TSG 1899 Hoffenheim                     |
| 29         | Frankreich  | Lucas Tousart       | 29. April 1997     | 2023           | Hertha BSC                              |
| 33         | Tschechien  | Alex Král           | 19. Mai 1998       | 2023           | FC Schalke 04                           |
| Angriff    |             |                     |                    |                |                                         |
| 07         | Schottland  | Oliver Burke        | 7. April 1997      | 2025           | Werder Bremen                           |
| 09         | Deutschland | Livan Burcu         | 28. September 2004 | 2024           | SV Sandhausen                           |
| 10         | Deutschland | Ilyas Ansah         | 8. November 2004   | 2025           | SC Paderborn 07                         |
| 23         | Serbien     | Andrej Ilić         | 3. April 2000      | 2024           | OSC Lille                               |
| 27         | Kroatien    | Marin Ljubičić      | 28. Februar 2002   | 2025           | LASK                                    |
| 30         | Ukraine     | Dmytro Bohdanow     | 6. März 2007       | 2025           | Dynamo Dresden                          |

### Transfers der Saison 2025/26
- Stand: 19. August 2025

| Zugänge           | Zugänge         | Zugänge                       |
| Zeitpunkt         | Spieler         | Abgebender Verein             |
| ----------------- | --------------- | ----------------------------- |
| Sommerpause 2025  | Ilyas Ansah     | SC Paderborn 07               |
| Sommerpause 2025  | Livan Burcu     | 1. FC Magdeburg (Leihende)    |
| Sommerpause 2025  | Oliver Burke    | Werder Bremen                 |
| Sommerpause 2025  | Alex Král       | Espanyol Barcelona (Leihende) |
| Sommerpause 2025  | Stanley N’Soki  | TSG 1899 Hoffenheim (Leihe)   |
| Sommerpause 2025  | Matheo Raab     | Hamburger SV                  |
| Sommerpause 2025  | Yannic Stein    | SV Babelsberg 03 (Leihende)   |
| nach Saisonbeginn | Dmytro Bohdanow | Dynamo Dresden                |
| nach Saisonbeginn | Derrick Köhn    | Galatasaray Istanbul          |

| Abgänge           | Abgänge             | Abgänge                      | Abgänge |
| Zeitpunkt         | Spieler             | Aufnehmender Verein          |         |
| ----------------- | ------------------- | ---------------------------- | ------- |
| Sommerpause 2025  | Lennart Grill       | Dynamo Dresden *             |         |
| Sommerpause 2025  | Benedict Hollerbach | 1. FSV Mainz 05              |         |
| Sommerpause 2025  | Paul Jaeckel        | Preußen Münster *            |         |
| Sommerpause 2025  | Ivan Prtajin        | 1. FC Kaiserslautern         |         |
| Sommerpause 2025  | Jérôme Roussillon   | Vertragsende; Ziel unbekannt |         |
| Sommerpause 2025  | Alexander Schwolow  | Vertragsende; Ziel unbekannt |         |
| Sommerpause 2025  | Kevin Vogt          | VfL Bochum                   |         |
| Sommerpause 2025  | Kevin Volland       | TSV 1860 München             |         |
| nach Saisonbeginn | László Bénes        | Kayserispor (Leihe)          |         |

### Trainerstab

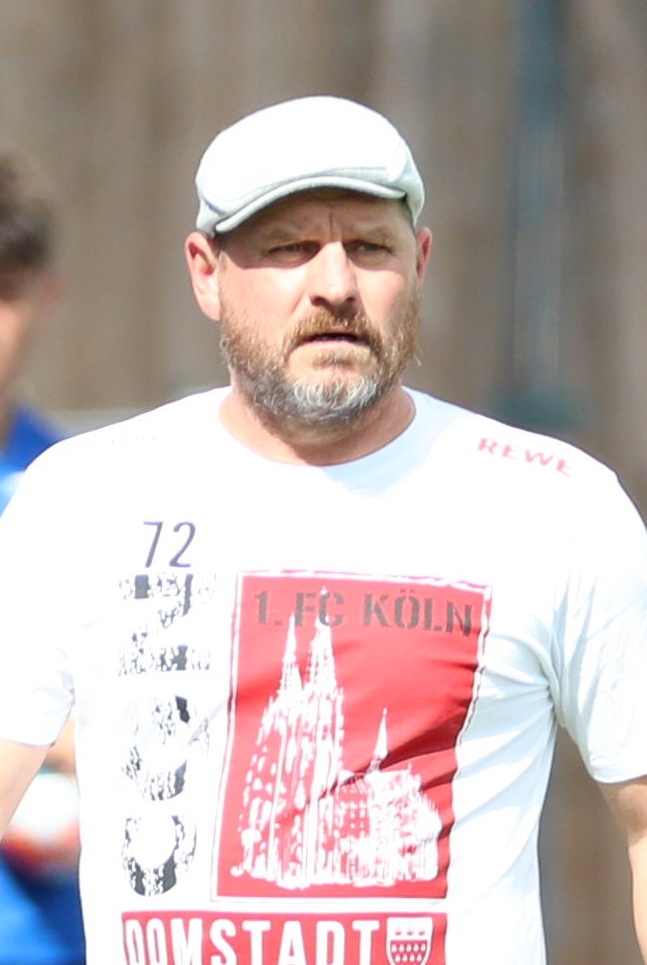
Steffen Baumgart ist seit Januar 2025 Cheftrainer

| Funktion        | Nat.        | Name              | Geboren am        | Funktion seit |
| --------------- | ----------- | ----------------- | ----------------- | ------------- |
| Cheftrainer     | Deutschland | Steffen Baumgart  | 5. Januar 1972    | 2025          |
| Co-Trainer      | Kanada      | Kevin McKenna     | 21. Januar 1980   | 2025          |
| Co-Trainer      | Deutschland | René Wagner       | 17. Juli 1988     | 2025          |
| Co-Trainer      | Deutschland | Sebastian Bönig   | 26. August 1981   | 2025          |
| Co-Trainer      | Brasilien   | Danilo de Souza   | 29. November 1983 | 2025          |
| Torwarttrainer  | Osterreich  | Michael Gspurning | 2. Mai 1981       | 2017          |
| Athletiktrainer | Deutschland | Martin Krüger     | 26. November 1979 | 2016          |
| Rehatrainer     | Deutschland | Johannes Thienel  | 8. August 1992    | 2022          |

### Kooperationen
Der 1. FC Union Berlin kooperiert seit 2016 mit der Charité – Universitätsmedizin Berlin. Zahlreiche Einrichtungen der Exzellenzuniversität nehmen an der Betreuung verschiedenster Mannschaften des Vereins teil. Die erste Männer-Mannschaft wird u. a. während der offiziellen Spiele von Spezialisten der Uniklinik versorgt. Insbesondere die Bereiche zur Leistungsdiagnostik in der Sportmedizin, der Radiologie und der Sportorthopädie arbeiten eng mit den Profiathleten und dem Trainerteam zusammen.

## Ehemalige

### Spieler
| Spielername        | Spielzeit von/bis | Spiele (Tore) 1 | Leistungen/Erfolge |
| ------------------ | ----------------- | --------------- | --- |
| Sergej Barbarez    | 1993–1996         | 103 (59)        | Der Bosnier startete in Berlin seine große sportliche Karriere und war ein torgefährlicher Mittelfeldspieler. Er wurde 1996 zum „Unioner des Jahres“, ein von den Fans jährlich vergebener Sympathiepreis, gewählt. |
| Christian Beeck    | 1987–1995 2       | 051 0(7)        | Der Rathenower begann bei dem Verein mit acht Jahren seine Fußballlaufbahn und schaffte 1995 von dort den Sprung in den Profifußball. Er kehrte 2005 als Teammanager zurück und war dann bis 2011 Sportdirektor. |
| Sebastian Bönig    | 2005–2009         | 134 0(9)        | Der gebürtige Bayer kam 2005 zum 1. FC Union Berlin und hielt dem Verein trotz des Abstiegs in die Oberliga die Treue. Mit ihm als Kapitän und Publikumsliebling stieg der Verein wieder bis in die zweite Bundesliga auf. Bei seinem Abschied mit 27 Jahren beendete er seine Fußballkarriere mit der Begründung „Was soll nach Union noch kommen?“.                                                                  |
| Uwe Borchardt      | 1975–1987         | 199 (69)        | Der Stürmer schaffte es gleich in seiner Debütsaison für Union zum Torschützenkönig in der DDR-Liga und dadurch zum „Unioner des Jahres“. Er war in den 1980er Jahren fester Bestandteil der Mannschaft und erreichte mit ihr das FDGB-Pokalfinale 1986. |
| Jan Glinker        | 2001–2014         | 243 0(0)        | Der Ost-Berliner war einer der prägendsten Torhüter des Vereins. Er stand 13 Jahre lang im Dienste des Klubs und wurde insgesamt viermal zum „Unioner des Jahres“ gewählt. |
| Jens Härtel        | 1993–2000 2       | 180 (28)        | Härtel war langjähriger Mannschaftskapitän und Stammspieler in der Abwehr des 1. FC Union sowie 1999 „Unioner des Jahres“. |
| Karsten Heine      | 1969–1986 2       | 213 (21)        | „Kuller“ Heine war lange Jahre erfolgreich als Offensivspieler bei den Eisernen aktiv und fester Bestandteil der Oberliga-Mannschaft. |
| Lutz Hendel        | 1968–1993 2       | 422 (27)        | Mit zehn Jahren begann „Meter“ – so wurde er von den Union-Fans genannt – in der Jugend des FCU und verließ den Verein erst 25 Jahre später als Rekordspieler und zweifacher „Unioner des Jahres“ (1990 und 1992). |
| Günter Hoge        | 1964–1970         | 089 0(5)        | Der von den Fans nur „Jimmy“ genannte Hoge wurde Unions erster DDR-Nationalspieler. Der dribbelstarke Pokalheld von 1968 war eigenwillig und geriet oft mit den Verbandsfunktionären aneinander. Ein Vorfall (er betrank sich mit einem seiner Ex-Trainer während des Mannschaftsurlaubs und stimmte das Deutschlandlied an) führte zum vorzeitigen Ende seiner Karriere. Heute ist „Jimmy“ Ehrenmitglied des Vereins. |
| Oskar Kosche       | 1974–1999 2       | 204 0(1)        | Der heutige Geschäftsführer des Vereins war der erste Torhüter Unions, welcher ein Pflichtspieltor erzielte. Er wurde 1997 und 1998 zum „Unioner des Jahres“ gewählt und nach dem Ende seiner Spielerkarriere erst Nachwuchsleiter und dann auch Präsidiumsmitglied bei Union. |
| Reinhard Lauck     | 1968–1973         | 145 (23)        | „Mäcki“ bestritt im Pokalfinale 1968 sein Debüt für Union und gewann auf Anhieb den Titel. |
| Wolfgang Matthies  | 1971–1988 2       | 253 0(0)        | Der Torhüter war wohl das größte Union-Idol seiner Zeit. Mit seinen Paraden war er ein Rückhalt der Mannschaft im Abstiegskampf. Die Fans verehrten ihn auch aufgrund seiner eigenwilligen Ausflüge um auf dem Feld mitzuspielen. „Potti“, so sein Spitzname, wurde viermal „Unioner des Jahres“ und 2006 zum „Wertvollsten Unioner aller Zeiten“ gewählt.                                                             |
| Torsten Mattuschka | 2005–2014         | 272 (60)        | „Tusche“ war lange Jahre Kapitän und Leistungsträger des Teams und trug maßgeblich zum Aufstieg in die 2. Bundesliga bei. Außerdem galt er als Identifikationsfigur, weshalb die Union-Fans das sogenannte „Torsten-Mattuschka-Lied“ erfanden und es bei jedem Tor von ihm anstimmten. |
| Steffen Menze      | 1998–2003         | 166 (40)        | Menze war lange Jahre Kapitän des Teams und führte es 2001 in das DFB-Pokalfinale sowie in die zweite Bundesliga. Aufgrund der Ähnlichkeit des Nachnamens zum Schlagersänger Achim Mentzel wurde der „Unioner des Jahres“ 2002 auch „Achim“ genannt. |
| Michael Parensen   | 2009–2020         | 249 0(8)        | Der Verteidiger ist der Spieler mit den meisten Einsätzen in der 2. Bundesliga für den Verein. |
| Tom Persich        | 1994–2006 2       | 321 (16)        | Der Abwehrspieler war über ein Jahrzehnt lang ein großer Rückhalt für die Unioner Mannschaft. Der „Keiler“ (sein Spitzname) blieb ihr auch nach dem zweifachen Abstieg in die viertklassige Oberliga treu. |
| Herbert Raddatz    | 1933–1948         | k. A.           | Raddatz war einer von Union Oberschöneweides herausragendsten Spielern in den 1930er und 1940er Jahren. Er absolvierte bei Union insgesamt 1600 Spiele für den Verein und wurde von den Anhängern auch als „König der Wuhlheide“ bezeichnet. |
| Marko Rehmer       | 1981–1996         | 106 (19)        | Der spätere deutsche Nationalspieler ging aus der Jugendabteilung des 1. FC Union hervor und debütierte bereits als 18-Jähriger in der ersten Mannschaft. |
| Olaf Seier         | 1983–1991         | 226 (49)        | Einer der großen Publikumslieblinge der Unioner, der in den 1980er Jahren vom Rivalen BFC Dynamo „zugeschoben“ wurde, war Olaf Seier. Der aufgrund seiner „Löwenmähne“ oft „Leo“ genannte, bestimmte von 1983 bis 1991 das Geschehen im Mittelfeld bei den Berlinern und schaffte es 1984 und 1988 zum „Unioner des Jahres“.                                                                                           |
| Joachim Sigusch    | 1969–1981         | 300 (63)        | Der Offensivspieler und Mannschaftskapitän war ein sehr populärer Spieler und wurde gegen Ende seiner Karriere 1980 als erster Spieler von den Fans zum „Unioner des Jahres“ gewählt. Aufgrund seiner Schussstärke wurde er auch als „Bulle“ bezeichnet. |
| Ralf Sträßer       | 1984–1987         | 097 (49)        | Sträßer war der einzige Unioner, der jemals Torschützenkönig in der DDR-Oberliga werden konnte. |
| Daniel Teixeira    | 2001–2007 2       | 078 (67)        | „Texas“ wurde zum großen Idol für die Fans und bekam als erster Spieler ein organisiertes Abschiedsspiel. Der Torjäger schoss Union zu zwei Aufstiegen und stand mit dem Team im DFB-Pokalfinale. |
| Wolfgang Wruck     | 1959–1974         | 209 (12)        | „Ate“ Wruck schoss 1966 das erste Tor in der DDR-Oberliga für den 1. FC Union und wurde später DDR-Nationalspieler, FDGB-Pokalsieger sowie Kapitän der Eisernen. |

### Cheftrainer

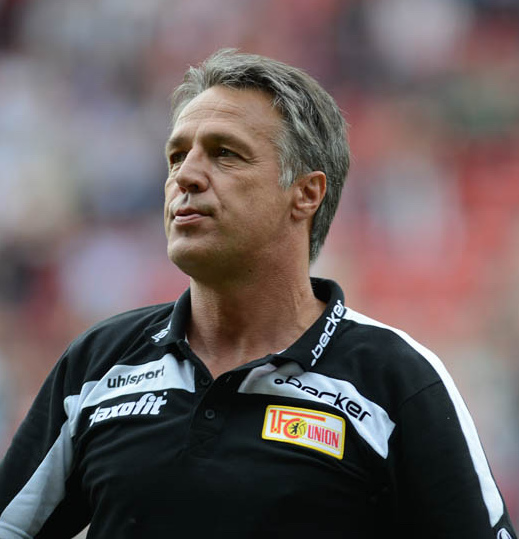
Uwe Neuhaus war von 2007 bis 2014 Cheftrainer mit der längsten Amtszeit beim 1. FC Union Berlin

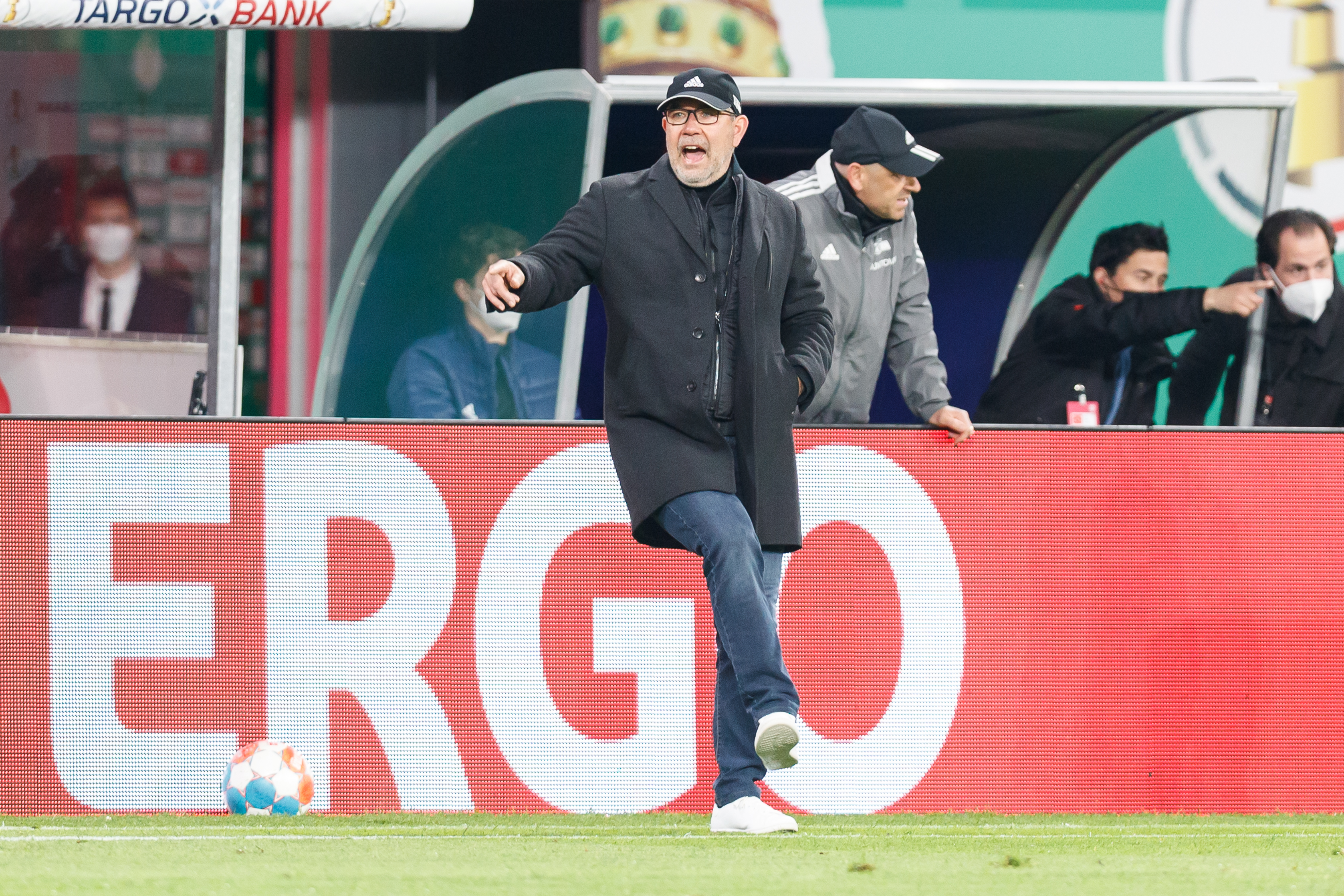
Urs Fischer führte Union von 2018 bis 2023 aus der 2. Bundesliga in die Champions League

| Trainer                      | Amtsbeginn      | Amtsende      | Dauer     |
| ---------------------------- | --------------- | ------------- | --------- |
| Werner Schwenzfeier          | 20. Jan. 1965   | 30. Jun. 1969 | 1622 Tage |
| Fritz Gödicke                | 01. Jul. 1969   | 30. Jun. 1970 | 0364 Tage |
| Harald Seeger                | 01. Jul. 1970   | 30. Jun. 1972 | 0730 Tage |
| Ulrich Prüfke                | 01. Jul. 1972   | 30. Jun. 1974 | 0729 Tage |
| Dieter Fietz                 | 01. Jul. 1974   | 06. Dez. 1975 | 0523 Tage |
| Heini Brüll (interim)        | 07. Dez. 1975   | 31. Dez. 1975 | 0024 Tage |
| Heinz Werner                 | 01. Jan. 1976   | 18. Jul. 1982 | 2390 Tage |
| Harry Nippert                | 19. Jul. 1982   | 30. Sep. 1983 | 0438 Tage |
| Karl-Heinz Burwieck          | 01. Okt. 1983   | 30. Jun. 1984 | 0273 Tage |
| Karl Schäffner               | 01. Jul. 1984   | 31. Dez. 1987 | 1278 Tage |
| Karsten Heine                | 01. Jan. 1988   | 09. Apr. 1990 | 0829 Tage |
| Gerd Struppert (interim)     | 10. Apr. 1990   | 30. Jun. 1990 | 0081 Tage |
| Werner Voigt                 | 01. Jul. 1990   | 03. Jun. 1992 | 0703 Tage |
| Gerhard Körner (interim)     | 04. Jun. 1992   | 30. Jun. 1992 | 0026 Tage |
| Frank Pagelsdorf             | 01. Jul. 1992   | 30. Jun. 1994 | 0729 Tage |
| Frank Engel                  | 01. Jul. 1994   | 25. Jan. 1995 | 0208 Tage |
| Hans Meyer                   | 26. Jan. 1995   | 02. Okt. 1995 | 0249 Tage |
| Eckhard Krautzun             | 03. Okt. 1995   | 24. Mär. 1996 | 0173 Tage |
| Frank Vogel (interim)        | 25. Mär. 1996   | 10. Apr. 1996 | 0016 Tage |
| Karsten Heine                | 11. Apr. 1996   | 25. Sep. 1997 | 0532 Tage |
| Frank Vogel                  | 26. Sep. 1997   | 14. Dez. 1997 | 0079 Tage |
| Ingo Weniger                 | 02. Jan. 1998   | 30. Sep. 1998 | 0271 Tage |
| Fritz Fuchs                  | 30. Sep. 1998   | 01. Jun. 1999 | 0244 Tage |
| Georgi Wassilew              | 01. Jul. 1999   | 12. Okt. 2002 | 1199 Tage |
| Ivan Tischanski (interim)    | 13. Okt. 2002   | 05. Nov. 2002 | 0023 Tage |
| Mirko Votava                 | 06. Nov. 2002   | 24. Mär. 2004 | 0504 Tage |
| Aleksandar Ristić            | 25. Mär. 2004   | 30. Jun. 2004 | 0097 Tage |
| Frank Wormuth                | 01. Jul. 2004   | 27. Sep. 2004 | 0088 Tage |
| Werner Voigt                 | 28. Sep. 2004   | 09. Dez. 2004 | 0072 Tage |
| L. Hamann/H. Wortmann        | 10. Dez. 2004   | 19. Dez. 2004 | 0009 Tage |
| Frank Lieberam               | 20. Dez. 2004   | 09. Dez. 2005 | 0354 Tage |
| Georgi Wassilew              | 13. Dez. 2005   | 05. Apr. 2006 | 0113 Tage |
| Christian Schreier           | 06. Apr. 2006   | 19. Jun. 2007 | 0439 Tage |
| Uwe Neuhaus                  | 20. Jun. 2007   | 12. Mai 2014  | 2567 Tage |
| Norbert Düwel                | 01. Jul. 2014   | 31. Aug. 2015 | 0426 Tage |
| Sascha Lewandowski           | 01. Sep. 2015   | 04. Mär. 2016 | 0186 Tage |
| André Hofschneider (interim) | 05. Mär. 2016   | 30. Jun. 2016 | 0118 Tage |
| Jens Keller                  | 01. Juli. 2016  | 04. Dez. 2017 | 0551 Tage |
| André Hofschneider           | 04. Dez. 2017   | 14. Mai 2018  | 0161 Tage |
| Urs Fischer                  | 01. Jul. 2018   | 15. Nov. 2023 | 1963 Tage |
| Marco Grote (interim)        | 15. Nov. 2023   | 25. Nov. 2023 | 0010 Tage |
| Nenad Bjelica                | 26. Nov. 2023   | 05. Mai 2024  | 0165 Tage |
| Marco Grote (interim)        | 06. Mai 2024    | 18. Mai 2024  | 0013 Tage |
| Bo Svensson                  | 01. Juli 2024   | 27. Dez. 2024 | 0180 Tage |
| Steffen Baumgart             | 02. Januar 2025 |               |           |

## Zweite Mannschaft
Die Wurzeln der zweiten Mannschaft des 1. FC Union Berlin gehen auf die am 1. Dezember 1949 gegründete BSG des VEB Transformatorenwerk Karl Liebknecht (kurz TRO) zurück. In der Spielzeit 1950/51 spielte man in der 2. Kreisklasse (Abteilung A). Von 1951 bis 1955 teilte man sich als BSG Motor Oberschöneweide die Geschichte mit der ersten Mannschaft. Als die besten Spieler am 2. Februar 1955 zum SC Motor Berlin delegiert werden, spielte der „Rest“ unter dem alten Namen BSG Motor Oberschöneweide in der Bezirksklasse Ost-Berlin weiter. Parallel zur ersten Mannschaft, machte auch die zweite Mannschaft die zahlreichen Umbenennungen in TSC Oberschöneweide II, TSC Berlin II und schließlich 1. FC Union Berlin II (Kurzform: Union II) mit. Von 1956 bis 1976 war sie durchgängig in der Bezirksliga Ost-Berlin – der zunächst viert-, später dritthöchsten Spielklasse im DDR-Fußball – vertreten und konnte in den Jahren 1966, 1969 und 1975 den Ost-Berliner Meistertitel erringen. Der damit verbundene Aufstieg in die DDR-Liga blieb den Union-Amateuren verwehrt: 1966 waren Reservemannschaften noch nicht aufstiegsberechtigt; 1969 sowie 1975 spielte die erste Männermannschaft bereits in der DDR-Liga. Zwischen 1976 und 1983 wurden die Reservemannschaften der Oberligisten in eine eigene Nachwuchsoberliga ausgegliedert, sodass Union II in den folgenden Jahren abhängig von der Spielklasse der ersten Mannschaft zwischen Bezirksliga und Nachwuchsoberliga hin- und herwechselte. So spielte sie 1976 bis 1980 und 1982/83 in der Nachwuchsoberliga. Nach der Auflösung der Nachwuchsoberliga 1983 kehrte Union II in die Bezirksliga zurück. Dort blieb sie mit Ausnahme der Saison 1989/90 bis 1991. Erfolge der Mannschaft waren die Siege im Ost-Berliner FDGB-Bezirkspokal 1970, 1974 und 1985.

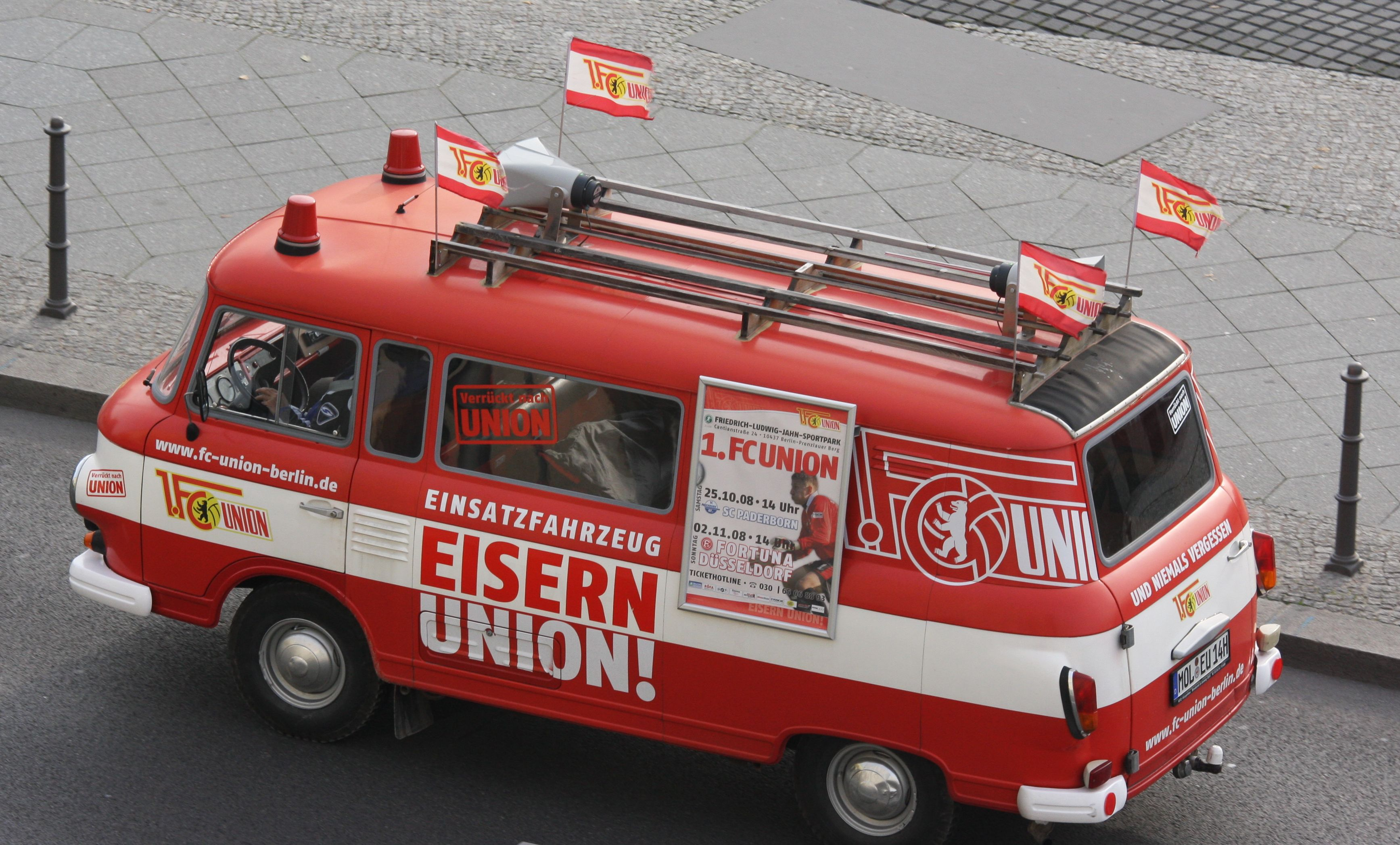
Unions Einsatzfahrzeug

Nach der sportlichen Wiedervereinigung Berlins wurde die Reserve 1991 in die Oberliga-Reserve-Staffel eingegliedert und kam in der Saison 1993/94 zunächst in die Berliner Landesliga. Aufgrund des Lizenzentzugs des Vereins für die zweite Liga startete man stattdessen in der untersten Berliner Spielklasse – der Kreisliga C. Erst 1995 gelang der Aufstieg in die Kreisliga B. Innerhalb der folgenden sechs Jahre stieg „Union Zwee“ (wie die Mannschaft von den Fans genannt wird) viermal auf, bis man schließlich in der Verbandsliga Berlin landete. 2003 stieg man wieder in die Landesliga ab. Nach dem Wiederaufstieg 2004 platzierte sich Union II vorwiegend im Tabellenmittelfeld der Verbandsliga. Nachdem man 2009 in der in „Berlin-Liga“ umbenannten Klasse den dritten Rang belegt hatte, folgte 2010 der große Erfolg mit dem Gewinn der Berliner Meisterschaft und dem damit verbundenen Aufstieg in die Oberliga Nordost. Am Ende der Saison 2011/12 stieg Union II in die wieder gegründete Regionalliga Nordost (4. Liga) auf und erreichte damit den größten Erfolg seit 1990. Zum Ende der Saison 2014/15 wurde die zweite Mannschaft aufgelöst.
Die Heimspiele wurden in der Saison 2014/15 überwiegend im Hans-Zoschke-Stadion ausgetragen.

## Jugend
Der 1. FC Union Berlin betreibt seit 2024 das hochmoderne Trainingszentrum Oberspree (TZO). Die 37.000 Quadratmeter große Anlage dient der Talentförderung junger Fußballspieler und als Nachwuchsleistungszentrum. Zu dem Komplex gehören je zwei Natur- und Kunstrasenplätze (Ein Kunstrasenspielfeld mit Tribüne, Flutlichtanlage und Rasenheizung), kleine Trainingsflächen für Fußballtennis und ein Internat. Im Funktionsgebäude sind Büroräume, ein professioneller Reha-Bereich, ein Fitness- und Kraftraum, die Sauna sowie eigene Kabinen für jedes Team untergebracht.
U19

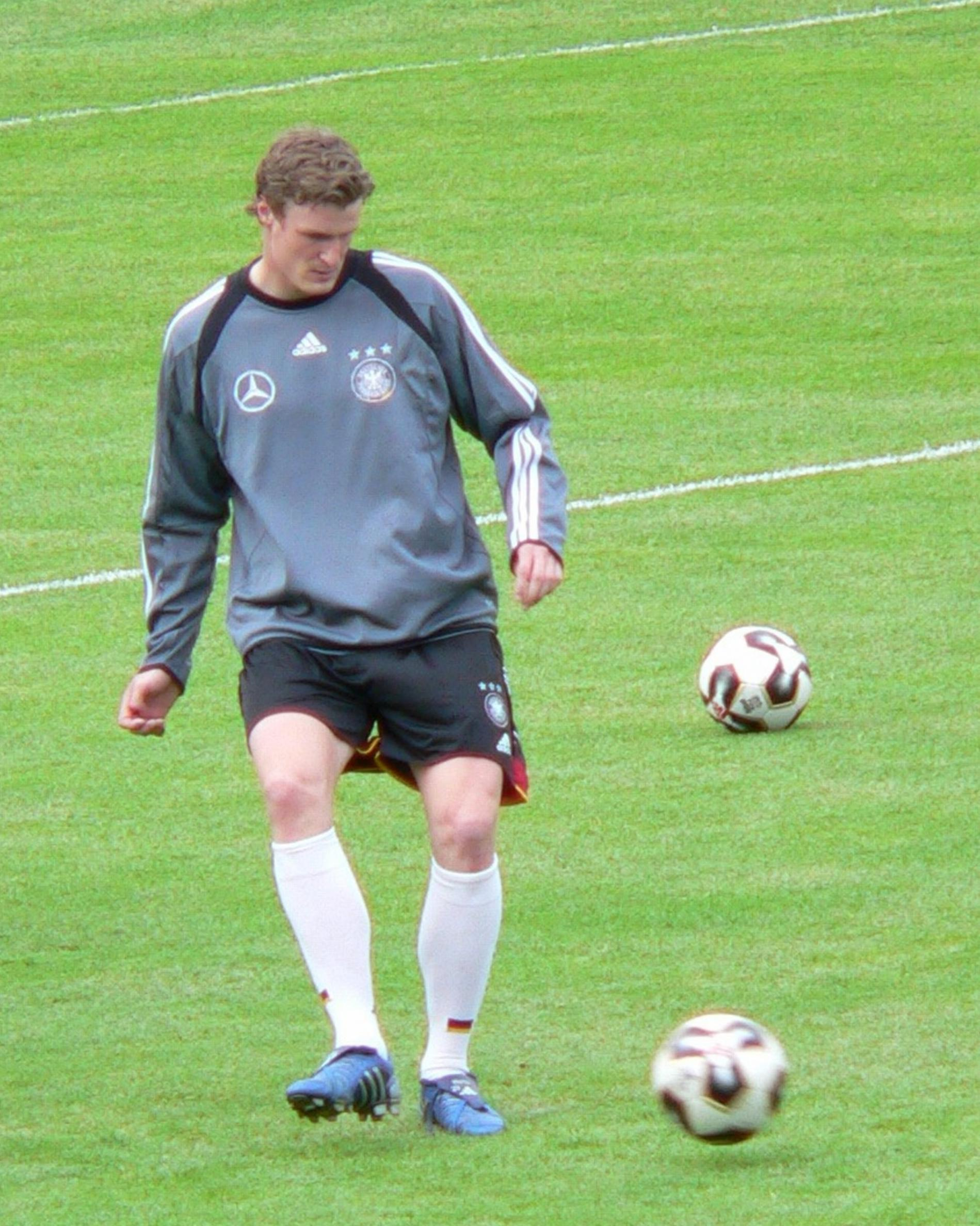
Nationalspieler Robert Huth

Im Jahr 2005 gelang es den A-Junioren (U19) des 1. FC Union Berlin sich für die höchste A-Jugend-Liga in Deutschland, die A-Junioren-Bundesliga (Staffel Nord/Nordost), zu qualifizieren. Nach der Folgesaison musste die Mannschaft wieder absteigen. Zwei Jahre später gelang erneut der Sprung aus der Regionalliga Nordost in die Bundesliga. Diesmal hielten die Unioner drei Mal die Spielklasse, ehe sie am Ende der Saison 2011/12 abstiegen. In der Saison 2016/17 stiegen die A-Junioren wieder in die U19-Bundesliga auf. Mit dem Erreichen des vierten Platz in der Saison 2019/20 und Saison 2022/23 erzielte die Unioner U19 den jeweils historisch größten Erfolg (Stand: 2023). Die U19 nahm 2023/24 erstmals an der UEFA Youth League teil.
U17
Die B-Junioren (U-17) schafften 2003 den Sprung in die B-Jugend-Regionalliga Nordost (die zweithöchste Liga im deutschen B-Junioren-Fußball). In der Saison 2008/09 erreichte sie den Aufstieg in die U-17-Bundesliga, nach der Saison 2009/10 stieg die Mannschaft wieder ab. Seit dem Aufstieg 2015 spielt die U17 des 1. FC Union Berlin in der U-17 Bundesliga (Stand: 2023).
Seit den 1990er-Jahren brachte Union Berlin eigene Talente hervor, die den Sprung in den Profifußball schafften. So gelangten z. B. Christian Beeck, Nico Patschinski, Martin Pieckenhagen oder Marko Rehmer über Union in die erste Bundesliga. Einer der bekanntesten Juniorenspieler ist der spätere deutsche Nationalspieler Robert Huth. Er spielte von 1998 bis 2001 bei den Berlinern.

## Frauen
Der 1. FC Union Berlin betreibt seit 1990 eine Frauenfußballabteilung. Im Jahr 2023 wurden alle Spielerinnen der ersten Frauenmannschaft, die zu diesem Zeitpunkt in der Regionalliga Nordost spielte, mit Profiverträgen ausgestattet. In der Folge gelang mit den Aufstiegen 2024 in die 2. Bundesliga und 2025 in die Frauen-Bundesliga der Durchmarsch in die höchste deutsche Spielklasse, wo Union zur Saison 2025/26 erstmalig teilnehmen wird. Weitere Aufstiege in die 2. Bundesliga waren zuvor in den Jahren 2007, 2014 und 2016 gelungen. In den Jahren 2006, 2007, 2014, 2016, 2019 und 2024 wurden die Frauen von Union Berliner Pokalsieger.

## Fankultur

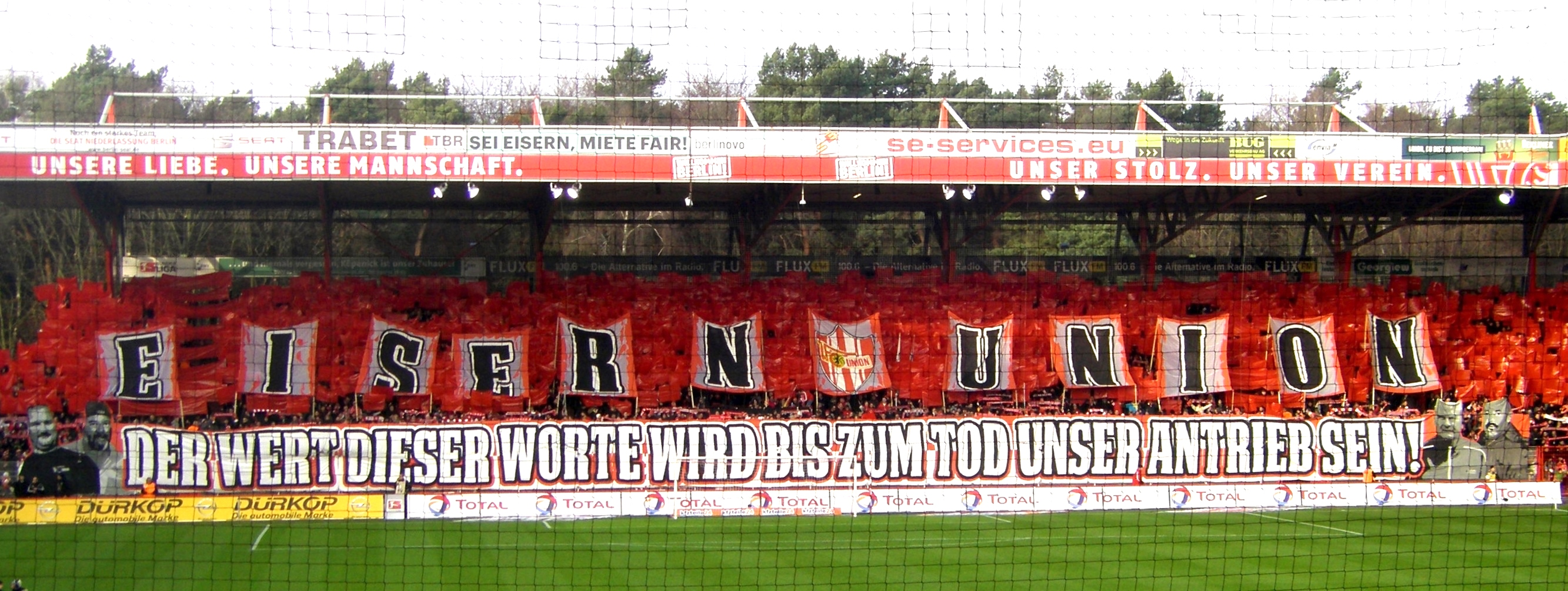
Berliner Fans während einer Choreographie

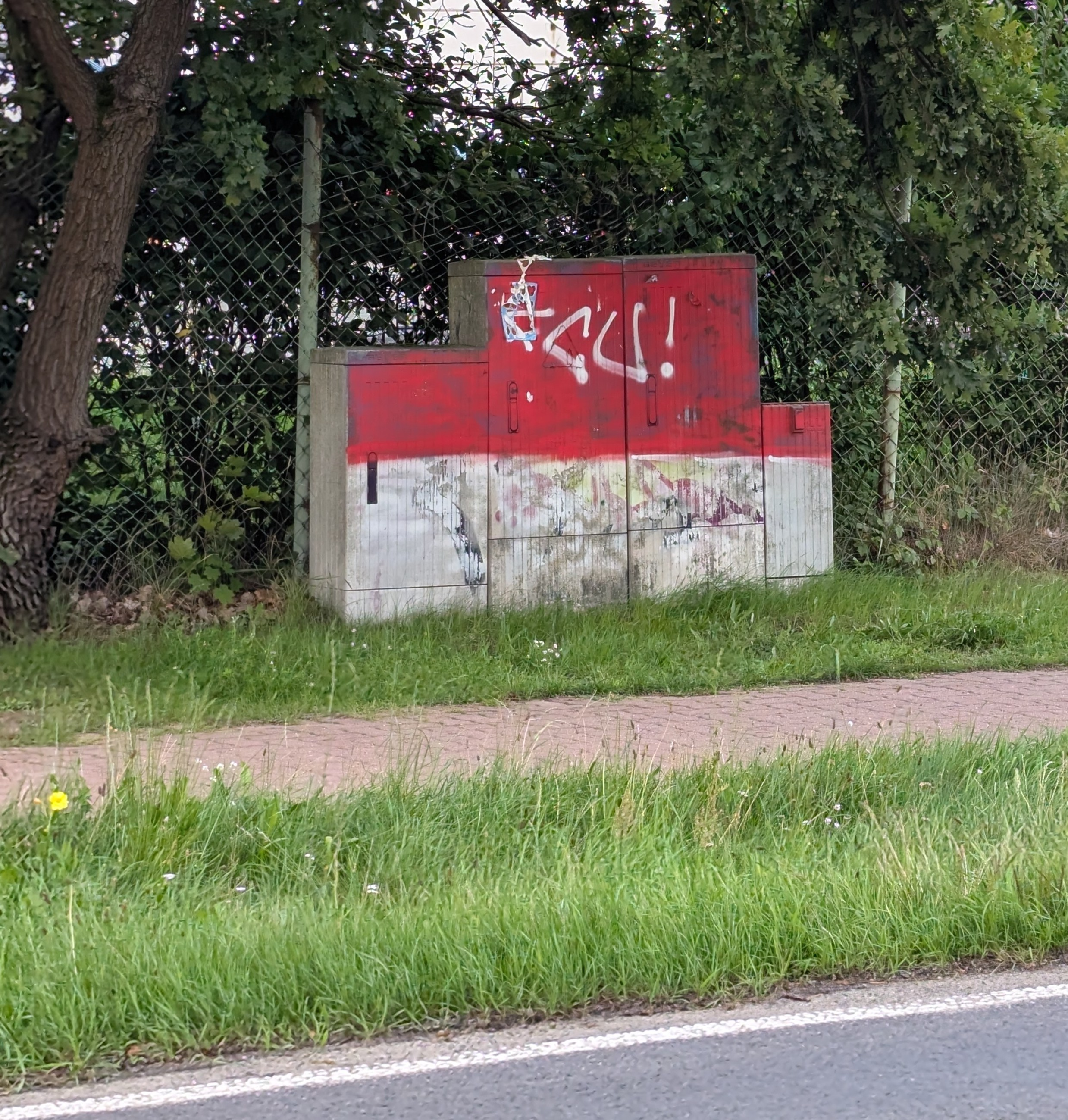
In der näheren und weiteren Umgebung von Fans hinterlassene Graffiti-Signaturen

Spitznamen der Union-Anhänger sind Eiserne bzw. Eisern Union. Das Fußball-Publikum der Vorgängervereine von Union Berlin war bis 1960 traditionell von Arbeitern geprägt, was vor allem daran lag, dass sich der spätere Berliner Stadtteil Oberschöneweide ab Ende des 19. Jahrhunderts zu einem industriellen Ballungsgebiet entwickelt hatte.
Als DDR-Fußball-Leistungszentrum genoss Union nach 1970 unter den Berlinern Sympathien, die dem Alltag und Staatssozialismus kritisch gegenüberstanden. Ein beliebter Sprechchor an der Alten Försterei war „Lieber ein Verlierer sein als ein dummes Stasi-Schwein.“ Bei Freistößen schallte der gegnerischen Verteidigung mitunter „Die Mauer muss weg.“ entgegen. Ab Mitte der 1980er Jahre verbreitete sich das Phänomen des Hooliganismus. Auseinandersetzungen mit gegnerischen Fans sowie der Staatsmacht waren die Folge.

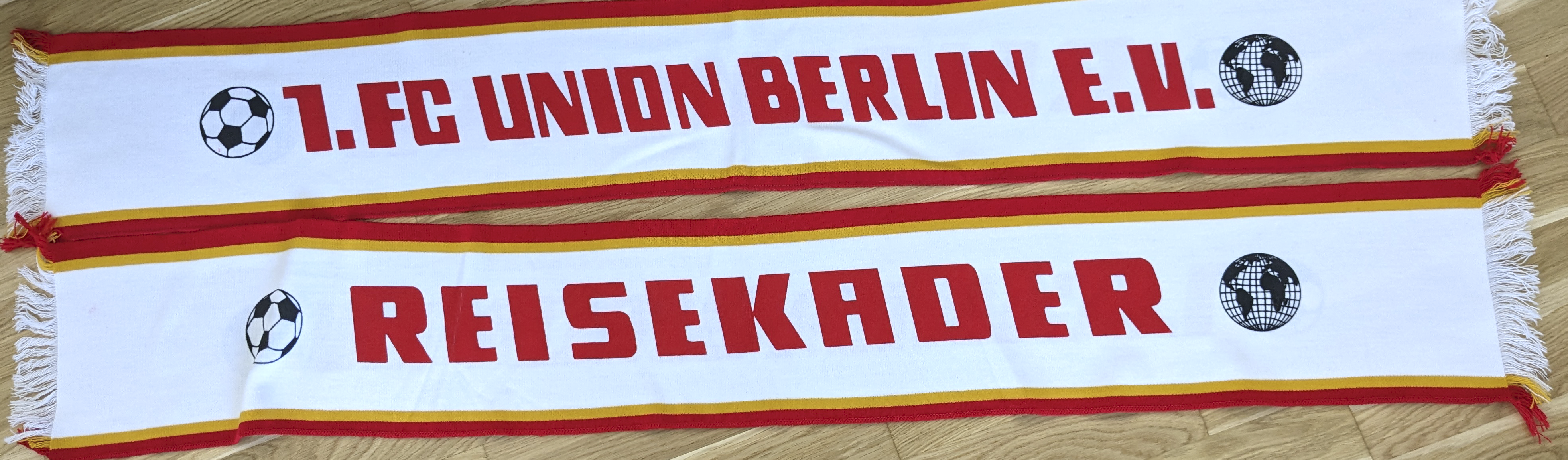
Fanschal für Auswärtsfahrer

Die vielfältig zusammengesetzte Fanszene zeichnete sich nach der Wiedervereinigung im Jahr 1990 trotz aller Unterschiede durch ein starkes Zusammengehörigkeitsgefühl aus und ist nach dem Jahr 2000 für zahlreiche Initiativen im In- und Ausland gefeiert geworden. Im Jahr 2003 gab es 50 vom Verein offiziell registrierte Fanclubs.
2007 nahm der 1. FC Union Berlin einen Passus in die Hausordnung auf, in dem das grundsätzliche Recht aller auf Nichtdiskriminierung bekräftigt wurde.
Die Anhängerschaft umfasst auch internationale Fans. In der Saison 2019/20 zählte Union Berlin bei Auswärtsspielen der 1. Bundesliga zu den zehn Clubs mit den meisten Auswärtsfahrern. Viele anreisende Unioner Gästefans, sogenannte „Exiler“, kamen dabei aus dem gesamten Bundesgebiet.

### Aktionen
Ende der 1990er Jahre, als der Verein finanziell vor dem Aus zu stehen schien, waren es die Berliner Union-Fans, die durch verschiedene Aktionen potentielle Geldgeber auf die Situation des Vereins aufmerksam machten und auch selbst durch Spenden ihren Anteil leisteten. Es wurde beispielsweise eine Demonstration unter dem Motto „Rettet Union!“ durch das Brandenburger Tor organisiert, an der sich rund 3.000 Anhänger beteiligten. Der langjährige Fan Andreas Freese 1997 wurde durch sein Engagement in den Aufsichtsrat des Vereins gewählt.

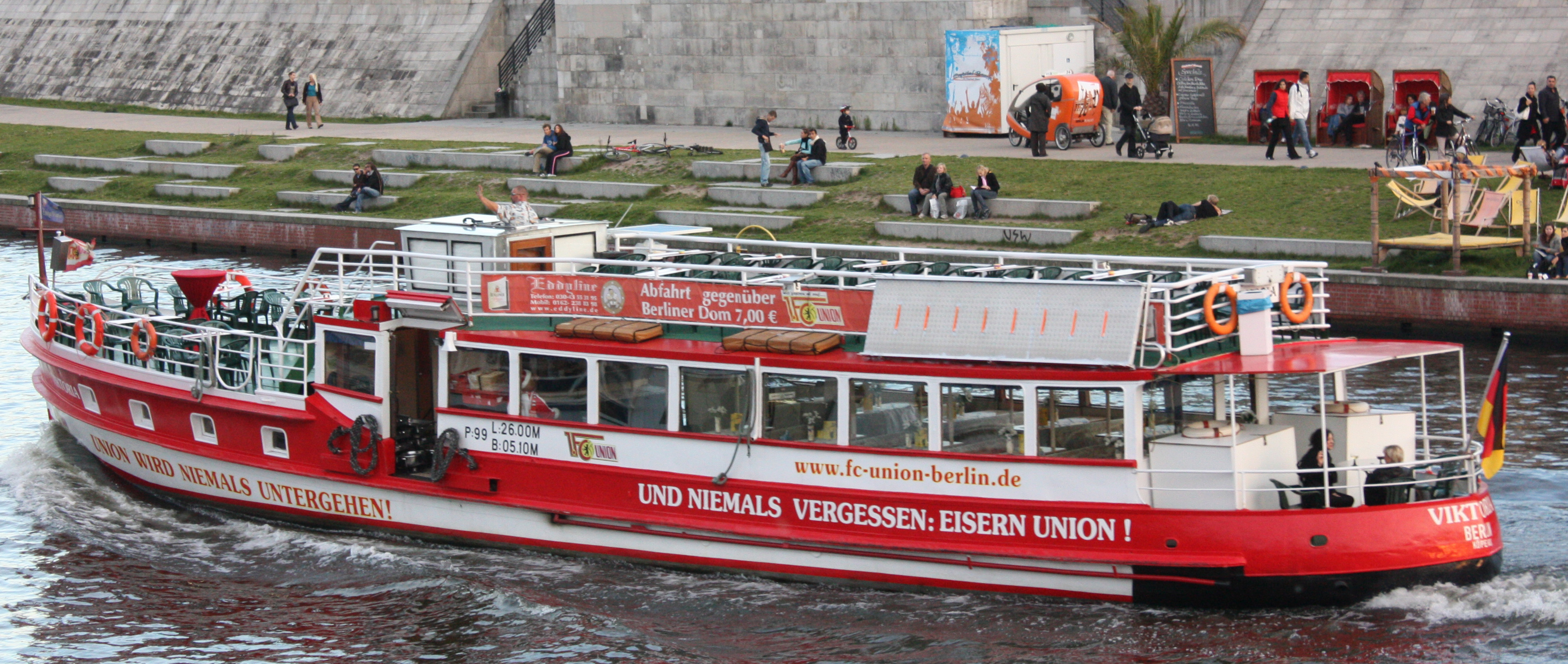
Fanboot des 1. FC Union Berlin auf der Spree

Im Vorfeld der Saison 2004/05 erwiesen sich die Fans für den Verein als eine wichtige Stütze. Für die Spielgenehmigung in der Regionalliga benötigte Union eine Liquiditätsreserve von 1,46 Millionen Euro, welche der Verein nicht aufbringen konnte. Daraufhin orchestrierte der Verein eine Kampagne unter dem Motto Bluten für Union. Die Aktion rief die Fans auf, Blut zu spenden, um das erhaltene Geld dem Verein zukommen zu lassen. Weitere Aktionen um Geld zu sammeln waren u. a. T-Shirt-Verkäufe, Rockkonzerte sowie Benefizspiele gegen den FC St. Pauli und den FC Bayern München. Zu den Geldspendern und Unterstützern zählten Firmen, Fangruppen anderer Fußballvereine und zahlreiche Prominente wie der Berliner Bürgermeister Klaus Wowereit. Zum Ablauf der vom DFB gestellten Frist erwies sich die Aktion als Erfolg, denn der Verein erhielt die Spielgenehmigung.
Seit dem Jahr 2003 werden von Fangruppierungen jährlich Drachenbootrennen organisiert. Teilnehmer der Rennen sind sowohl Fans als auch Spieler der Profimannschaft und Vereinsoffizielle. Die Wettbewerbe finden auf der Regattastrecke in Grünau statt.

### Schlachtruf, Hymne, Feiern und Musik
Der vermutlich in den 1920er oder 1930er Jahren entstandene Schlachtruf der Fans lautet: „Eisern Union“. Daneben wird auch die in den 1990er-Jahren entstandene Erweiterung des Schlachtrufs „Und niemals vergessen: Eisern Union!“, geschrieben meist abgekürzt U.N.V.E.U., von den Fans und dem Verein allgemein verwendet.
Die Vereinshymne des 1. FC Union Berlin ist das 1998 von Nina Hagen eingesungene Lied Eisern Union. Sie zählt zu den bekanntesten im deutschen Profifußball. Die phonographischen Rechte an der Hymne besitzt Michael Kölmel, Investor und Ehrenmitglied beim 1. FC Union Berlin.
Seit 2003 (mit Ausnahme von 2020 und 2021) findet jährlich am 23. Dezember im Stadion das von Fans initiierte Weihnachtssingen des 1. FC Union Berlin statt. Bei dem Fest singen Freunde des Weihnachtsfests gemeinsam im Stadion An der Alten Försterei klassische deutsche Weihnachtslieder. 
Seit 2005 sorgt DJ Wumme an jedem Spieltag für die Musik im Stadion an der Alten Försterei. Im Wesentlichen werden die Musikstile Rock, Alternative, Britpop und Electronica eingespielt.

### Rivalitäten und Freundschaften
Die Union-Berlin-Fans pflegen kaum einheitliche Fanfreundschaften mit anderen Fangruppen, sondern verhalten sich in dieser Thematik überwiegend heterogen. So verbindet einige Unioner mit den Fans des FC Schalke 04 seit dem DFB-Pokalfinale 2001 eine Freundschaft. Andere Union-Anhänger pflegen wiederum Kontakte zur Hertha-Fanszene, die überwiegend zwischen 1970 und 1995 entstanden. Darüber hinaus existieren auch vereinzelt Verbundenheiten mit dem FC St. Pauli und Borussia Mönchengladbach. 2006 kam es – anlässlich des 100-jährigen Jubiläums der Vereinsgründung – zu einem Freundschaftsspiel mit dem SC Union 06 Berlin. Anlässlich des 50-jährigen Jubiläums der Vereinsneugründung wurde 2016 ein Freundschaftsspiel gegen Borussia Dortmund veranstaltet.
Der größte Rivale des 1. FC Union von 1966 bis zur deutschen Wiedervereinigung 1990 war der BFC Dynamo. Die Spiele des Ostberliner Stadtderbys waren für Fans und Ordnungskräfte besonders risikoreich. 

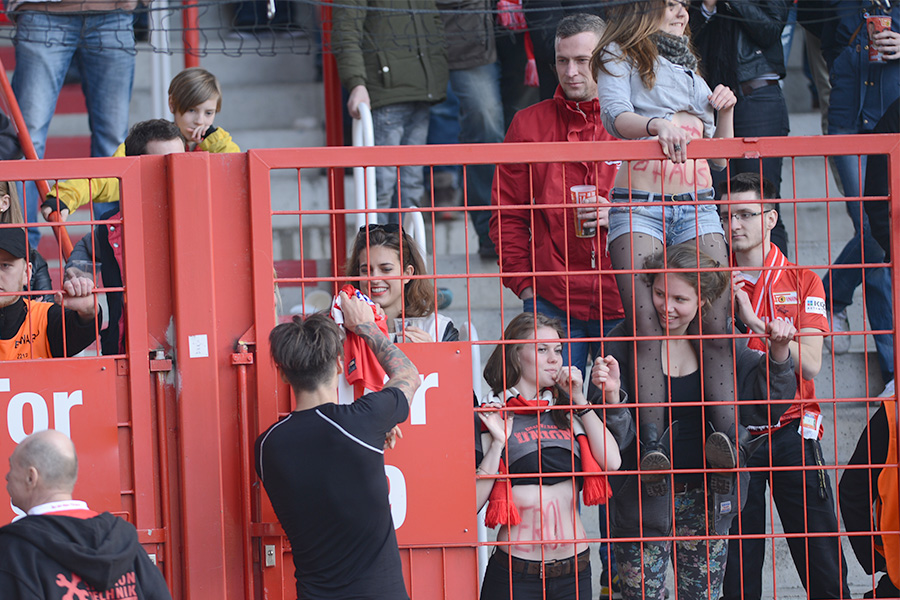
Kapitän Trimmel verschenkt sein Trikot an junge Fans

Im Profifußball ist Hertha BSC seit der Jahrtausendwende einer der größten Konkurrenten des 1. FC Union Berlin im Bereich des Publikums- und Medienzuspruchs. Dadurch entwickelte sich zwischen den Fans der beiden Berliner Fußballvereine eine Rivalität. Zu Zeiten der deutschen Teilung dagegen gab es zwischen Union und Hertha eine Fanfreundschaft (Spruch: „Hertha und Union – eine Nation“). So kamen Herthaner nach Ost-Berlin, um Union-Heimspiele zu besuchen, und im Gegenzug begleiteten die Unioner Hertha zu deren Europapokal-Auswärtsspielen in der DDR (z. B. gegen Dynamo Dresden 1978) oder dem „sozialistischen Ausland“ (z. B. zum UEFA-Pokal-Viertelfinale nach Prag 1979). In der Nachwendezeit erlebte die Verbundenheit ihren Höhepunkt mit einem Freundschaftsspiel im Berliner Olympiastadion im Jahr 1990 vor über 50.000 Zuschauern. Erstmalig reguläre sportliche Aufeinandertreffen kamen 2010 und 2012 in der 2.Bundesliga zustande. Die Derbys zählten dabei auf beiden Seiten zu den Saisonhöhepunkten. Mit dem Aufstieg Unions kam es 2019 zum ersten Aufeinandertreffen zweier Berliner Teams in der 1. Bundesliga in Zeiten der vereinigten Stadt. Der 1. FC Union Berlin konnte dabei das Spiel 1:0 für sich entscheiden.
Seit dem ersten Aufeinandertreffen im Jahr 2014 stehen die meisten Fans von Union dem regionalen Konkurrenten RB Leipzig negativ gegenüber.

### Die Union-Liga

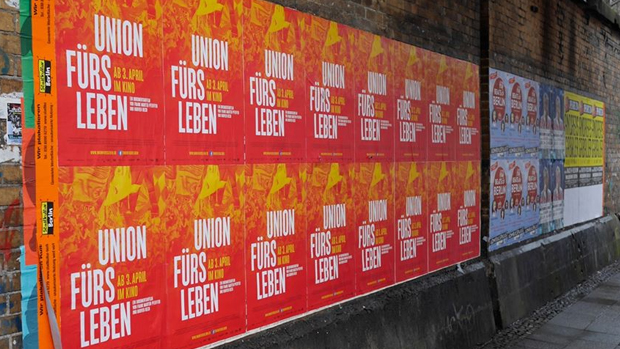
Plakate für den Film Union fürs Leben (2014)

Der 1. FC Union Berlin unterhält eine eigene Fanliga, die Union-Liga. Das Ligensystem entstand 1981 auf Initiative einiger Union-Fanclubs. Infolge der schnell steigenden Anzahl an Teams wurde ab 1983/84 in mehreren Staffeln gespielt. Es gab Auf- und Abstiege zwischen den einzelnen Ligen. Nach einer Krise in der Nachwendezeit erfuhr die Liga Ende der 1990er Jahre wieder mehr Zuspruch durch junge Leute und ist gegenwärtig auf 31 Mannschaften angewachsen (Stand: 2020). Beachtenswert ist, dass in der Union-Liga im Zwei-Punkte-System gespielt wird. Zur Union-Liga gehört seit Beginn der Union-Pokal, der von den Fanclubs ausgespielt und erstmals von der VSG Weinbergstraße gewonnen wurde. Die Endspiele des Union-Pokals werden traditionell im Stadion An der Alten Försterei ausgetragen.

### Der Club in Kultur und Medien
Der 1989 gedrehte Dokumentarfilm Und freitags in die Grüne Hölle von Ernst Cantzler sowie der 2014 erschienene Film Union fürs Leben gewähren einen Einblick in die Fankultur des Vereins.
Die größte Internetplattform für Fans des Vereins ist das Union Forum (www.unionforum.de). Der Verein betreibt mit AFTV eine eigene Video- und Informationsplattform im Internet. Jörg Steinberg inszenierte zwei Theaterstücke zur Fangeschichte des Vereins, 2006 den Klassiker Und niemals vergessen – Eisern Union! Andora entwarf 2020 eine mediale Eckfahne und Annekatrin Hendel produzierte 2024 den Dokumentarfilm UNION – Die besten aller Tage.